# Politique étrangère de l'Égypte
La politique étrangère de l'Égypte regroupe l'ensemble des relations diplomatiques entretenues par la République arabe d'Égypte depuis son instauration par le général Mohammed Naguib le 18 juin 1953.

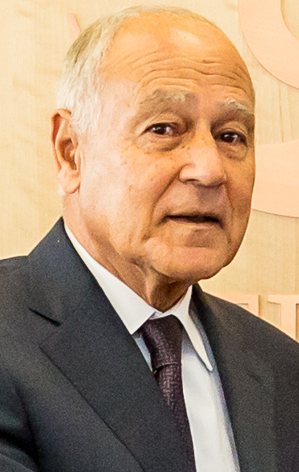
Ahmed Aboul Gheit, chef de la diplomatie égyptienne de 2004 à 2011, et Secrétaire général de la Ligue arabe depuis 2016

L'Égypte est membre de l'Organisation des Nations Unies, de l'Union africaine (dont elle assure la présidence entre 2019 et 2020), de l'Organisation de la coopération islamique, et de la Ligue arabe. Le secrétaire général de la Ligue arabe est l'ancien ancien chef de la diplomatie égyptienne (de 2004 et 2011) Ahmad Aboul Gheit, réélu à l'unanimité en mars 2021, par les ministres arabes des Affaires étrangères des pays membres de la Ligue. À noter que ce poste est occupé par un diplomate égyptien depuis 1991, date depuis laquelle quatre secrétaires généraux se sont succédé Ahmed Asmat Abdel-Megid (de 1991 à 2001), Amr Moussa (de 2001 à 2011), Nabil el-Arabi (2011-2016) et Ahmed Aboul Gheit (depuis 2016). 
En raison de sa démographie, de sa position géographique (abritant notamment le canal de Suez qui a rapporté plus de 6 milliards de dollars à l'Égypte en 2021), de sa puissance économique et militaire, ainsi que ses liens très anciens avec l'Afrique, l'Europe et le Moyen-Orient, l'Égypte exerce une influence forte dans la communauté internationale, au sein de laquelle elle est considérée comme un partenaire stratégique pour les grandes puissances, États-Unis, Chine, Russie et Union européenne. 
Pendant la guerre froide, l'Égypte est l'un des rares pays arabes à avoir été successivement allié de l'Union soviétique, puis des États-Unis, tout en se revendiquant officiellement membre du « mouvement des non-alignés » dont elle accueille le sommet international en octobre 1964. Mais le revirement majeur de la politique étrangère égyptienne est surtout son rapprochement avec Israël lors des accords de Camp David en 1978, après avoir été le fer de lance de la coalition arabe constituée contre l'État hébreu. L'Égypte est depuis lors considéré, à l'instar de la Jordanie, comme un médiateur incontournable dans la guerre israélo-arabe. 
Depuis le début du XXIe siècle qui voit se succéder les attentats du 11 septembre 2001, les printemps arabes de 2011, et la crise migratoire de 2015, l'Égypte est considérée par l'Europe et les États-Unis comme une puissance « stabilisatrice » et « un rempart contre le terrorisme », qui justifie de leur part un important soutien militaire et financier. Mais ce soutien est aussi de plus en plus critiqué par les ONG défendant les droits de l'homme qui critiquent le régime Abdel Fattah al-Sissi pour sa répression et sa dérive autoritaire. Le Ministre des Affaires étrangères d'Égypte est Sameh Choukri, depuis le 17 juin 2014. En novembre 2022, il préside la COP 27 organisée dans la station balnéaire égyptienne de Charm el-Cheikh, au sud du Sinaï. 
En août 2023, le président sud-africain Cyril Ramaphosa annonce l'entrée dans les BRICS de six nouveaux pays dont l'Égypte, ainsi que l'Iran, l'Argentine, l'Éthiopie, l'Arabie saoudite et les Émirats arabes unis, effective en janvier 2024. 

## Chronologie des relations

### Débuts de la République arabe d'Égypte
Le royaume d'Égypte accède officiellement à l'indépendance en 1922, mais la Grande-Bretagne garde le contrôle du canal de Suez, des questions de défense et des Affaires étrangères. En 1936, un traité anglo-égyptien confirme l'indépendance du pays, mais permet le stationnement de troupes britanniques. 
Deux événements marquants permettent à l'Égypte de s'affranchir davantage de l'influence occidentale :
- En 1952, le Mouvement des officiers libres menés par Gamal Abdel Nasser, renverse le roi Farouck signataire du traité anglo-égyptien de 1936, puis proclame la République en 1953. Nasser en devient premier ministre en 1954, puis est élu président le 26 juin 1956[2].
- Le 26 juillet, un mois après son accession à la présidence, Gamal Abdel Nasser, nationalise le canal de Suez au détriment de la Grande-Bretagne qui en avait le contrôle, provoquant une intervention militaire franco-anglaise en octobre 1956, la crise du canal de Suez. Cette intervention appuyée par Israël est un succès sur le plan militaire, mais les troupes étrangères sont contraintes de se retirer à la suite de pressions diplomatiques exercées par les États-Unis et de l'Union soviétique[3]

### L'Égypte sous le mandat de Gamal Abdel Nasser

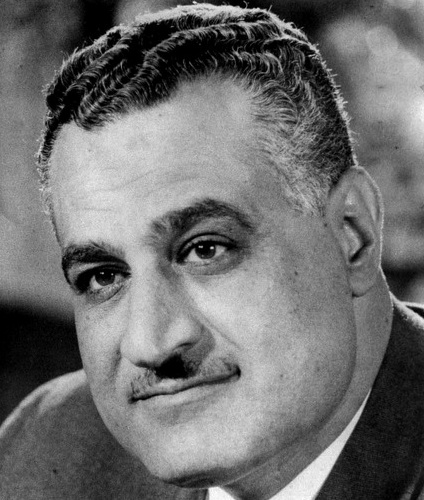
Gamal Abdel Nasser, premier Président de la République arabe d'Égypte

Pendant la guerre froide, Nasser est promoteur d'un « neutralisme positif », caractérisant les États membres du mouvement des non-alignés regroupant les États qui ne se considéraient comme alignés ni sur le bloc de l'Est ni sur le bloc de l'Ouest. Mais dans les faits, également promoteur du socialisme arabe, Nasser rapproche l'Égypte de l'Union soviétique de qui il obtient d'importants investissement économiques, des livraisons d'armes, et un soutien politique et militaire contre la France et le Royaume Uni prenant la crise du canal de Suez, puis contre Israël. Sa résistance aux anciennes puissances colonisatrices de la région et à Israël (jusqu'à sa défaite à la guerre des Six Jours) donne au président égyptien un statut de leader du mouvement des non-alignés, ses discours étant largement retransmis dans le monde arabes. 
Sa réputation dans la région est telle qu'il est une source d'inspiration pour de nombreux militants indépendantistes, notamment au Front de libération nationale pendant la guerre d'Algérie, en Irak pendant la révolution de 1958 contre la monarchie pro-britannique, au Liban pendant la crise politique qui a lieu la même année, et au Yémen dans les années 1960 en guerre d'indépendance contre les Britanniques,.
Entre 1958, l'Égypte s'unit à la Syrie pour former la République arabe unie, présidée par Nasser, dissoute en 1961 après la sécession de la Syrie. L’Égypte conserve toutefois l’appellation officielle de « République arabe unie » jusqu’en 1971. 
En 1967, l'Égypte s'oppose à Israël à lors de la guerre des Six Jours aux côtés de la Syrie et de la Jordanie, conflit remporté par Israël qui annexe la bande de Gaza et la péninsule du Sinaï, occupé par Israël jusqu'en 1979.
Nasser décède en 1970. 

### L'Égypte sous le mandat d'Anouar el-Sadate
Le 28 septembre 1970, après la mort de Gamal Abdel Nasser, Anouar el-Sadate en sa qualité de vice-président, devient président de la République par intérim. Il est élu à la présidence de la république le 15 octobre 1970.

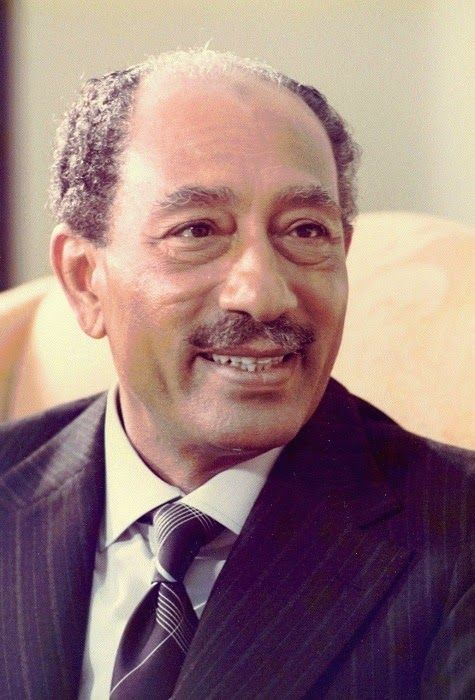
Anouar el-Sadate, président égyptien de 1970 à 1981

En 1971, l'Égypte officialise sa proximité en signant un traité d'amitié avec l'URSS, qui sera rompu en 1976.
En 1973, Sadate, de concert avec la Syrie, mène l'Égypte dans la Guerre du Kippour contre Israël pour tenter de reprendre le Sinaï perdu en 1967 lors de la guerre des Six Jours. À la suite de l'échec de cette offensive, le conflit se termine au bout de 19 jours avec la signature d'un cessez le feu sous l'égide le l'ONU. 
Les années suivantes l'Égypte en grande difficulté économique en partie causée par ses dépenses militaires (qui pèsent près d'un tiers du revenu national), est confrontée à des émeutes de la faim qui font des dizaines de morts et de blessés en janvier 1977, poussant Sadate à envisager une paix séparée avec Israël.  
En 1978, Sadate signe avec Israël les accords de paix de Camp David, à la suite desquels il reçoit avec son homologue israélien le prix Nobel de la paix la même année. Mais ce rapprochement coûte à l'Égypte un isolement inédit dans le monde arabe, alors que ses relations diplomatiques sont rompues avec cinq pays le jour du 5 décembre 1977 : la Libye de Mouammar Kadhafi, l'Algérie d'Houari Boumedienne, la Syrie d'Hafez al-Assad, l'Irak de Saddam Hussein, et le Yémen du Sud. L'Égypte est exclue de la ligue arabe en 1979, qu'elle réintégrera en 1989.
Le mandat d'Anouar el-Sadate se termine avec son assassinat le 6 octobre 1981.  
Son vice-président Hosni Moubarak est élu pour lui succéder le 13 octobre de la même année et reste trente ans à la tête de l'Égypte, jusqu'à son renversement lors de la révolution égyptienne de 2011.

### L'Égypte depuis la fin de la guerre froide
Depuis la fin de la guerre froide, alors que seulement trois chefs d'État se sont succédé à la tête de l'Égypte (sans compter les mandats de « transition »), la politique étrangère égyptienne est marquée par une relative stabilité dans ses rapports avec la plupart de ses interlocuteurs étrangers, a l'exception de la Turquie et du Qatar.   

#### De 1990 à 2011
La fin de la guerre froide marquée par la dislocation de l'Union soviétique ne met pas pour autant fin au mouvement des non-alignés dont la doctrine reste de n'être aligné avec ou contre aucune grande puissance mondiale, et au sein duquel l'Égypte continue de jouer un rôle important. Dans les faits, celle-ci garde, à l'instar de l'Inde et de l'Afrique du Sud (autres acteurs clé du mouvement) une grande proximité avec les États-Unis illustrée par la participation de l'armée égyptienne à la guerre contre l'Irak en 1991 au sein d'une coalition sous commandement américain.
L'Égypte se rapproche également de la Russie post-soviétique, ou Hosni Moubarak se rend régulièrement, avant de recevoir son homologue Vladimir Poutine en 2005, et appui son intégration dans l’Organisation mondiale du commerce (effective depuis 2012).

#### Printemps arabe et années suivantes
En 2011, le monde arabe est secoué par une série de soulèvements populaires provoquant plusieurs changements de régime, principalement en Tunisie, mettant fin à la présidence de Zine el-Abidine Ben Ali, en Égypte, mettant fin à la présidence d'Hosni Moubarak, et en Libye, provoquant le renversement et la mort de Mouammar Kadhafi.  
Dans les années 2010 faisant suite à la révolution égyptienne de 2011, la politique étrangère de l'Égypte connait plusieurs changements plus ou moins majeurs :  
- En été 2012, le président nouvellement élu à la tête de l'Égypte Mohamed Morsi se rend à Téhéran, marquant la première visite d’un chef d’État égyptien en Iran depuis la rupture des relations diplomatiques irano-égyptiennes en 1980[20].
- Un an plus tard, celui-ci est renversé par un coup d'État mené par son ministre de la Défense Abdel Fattah al-Sissi, condamné par le président turc Recep Tayyip Erdoğan dont il était un grand allié, provoquant une forte détérioration des relations turco-égyptiennes[21]. Parallèlement toutefois, ce changement de régime amorce un important rapprochement entre l'Égypte et les pays arabes du Golfe à l’exception du Qatar[22].
- Pendant l'été 2017, l'Égypte rompt ses relations le Qatar à la suite de la crise du Golfe, opposant le petit Émirat à une coalition de pays arabes sunnites lui reprochant sa trop grande proximité avec l'Iran et avec les Frères musulmans[23].
- En dehors du Moyen-Orient, le projet de barrage de la Renaissance initié par l'Éthiopie en 2011 provoque d'importantes inquiétudes en Égypte en raison de la forte réduction que cela entraînerait du débit du Nil qui transite sur son territoire[24]. Une série de négociations a lieu entre 2011 et 2019 entre les deux États et incluant le Soudan, sans permettre de résoudre les désaccords entre ces différents pays[25].

L'Égypte reste un acteur diplomatique de premier plan, gardant un rôle d'intermédiaire dans les négociations de paix entre l’Autorité palestinienne et Israël, tout en s'impliquant dans la résolution de plusieurs crises régionales, comme les conflits en Libye, en Irak et la guerre contre l'organisation État islamique qu'elle combat également au Sinaï,,. Cette lutte contre ce groupe djihadiste menaçant également Israël permet une coopération inédite entre le gouvernement égyptien et l'État hébreu, tandis que l’armée égyptienne signe d'importants contrats d'importations d'armes avec la Russie et la France.
Mais cette période d'instabilité caractéristique du monde arabe des années 2010 contribue aussi à affaiblir le leadership de l'Égypte. Outre ses ruptures avec la Turquie et la Qatar mettant de facto à mal son statut de médiateur dans la région, celle-ci prend plusieurs positions controversées, notamment en soutenant le général Khalifa Haftar en Libye et le président Bachar el-Assad en Syrie, tous deux mis en cause pour leurs crimes pendant les guerres civiles libyenne et syrienne. Parallèlement, les interventions croissantes de la Russie (principalement en Syrie et en Libye), de la Turquie et de l'Iran dans les différents conflits découlant des printemps arabes tend à limiter l'influence de l'Égypte.

#### Années 2020
Dix ans après les printemps arabes, le Moyen-Orient est marqué par de nouveaux bouleversements permettant à l'Égypte d'y accroître de nouveau son influence :
- La fin de la deuxième guerre civile libyenne (octobre 2020)[33] et de la crise du Golfe (janvier 2021)[34], permettent à l'Égypte d'établir des relations diplomatiques avec les autorités qataries[35] et libyennes[7], tandis que la fin de la seconde guerre civile irakienne quelques années plus tôt (décembre 2017) permet un rapprochement entre l'Égypte et l'Irak lors d’un sommet tripartite (incluant la Jordanie) à Bagdad en juin 2021[36].
- La Turquie, de plus en plus isolée diplomatiquement, multiplie les mains tendues à l'Égypte, dont l'une des principales est la visite au Caire en mai 2021 d'une délégation turque menée par le Ministre des Affaires étrangères Mevlüt Cavusoglu[37].
- En Syrie, après dix ans de guerre civile, l'épuisement des différents belligérants tend à stabiliser la situation sur le terrain, avec un pays divisé en zones d'influences gouvernementales et rebelles[7]. Cette baisse des hostilités tend à crédibiliser le soutien égyptien au gouvernement syrien, qui n'est plus seul à appeler au retour de son ancien allié dans la ligue arabe[7], les Émirats arabes unis soutenant également cette réintégration[38].
- En Tunisie, l'élection en octobre 2019 à la présidence de Kaïs Saïed, qui s'octroie les pleins pouvoirs en juillet 2021, permet un rapprochement inédit entre les deux États dont les chefs partagent la même conception du pouvoir et la même hostilité à l'égard des frères musulmans[39]. À noter toutefois que contrairement à son homologue égyptien, Kaïs Saïed a également une profonde hostilité à l'égard d'Israël avec qui il considère toute relation comme un « acte de haute trahison »[40].
- En 2020-2021, la normalisation des relations entre Israël et plusieurs pays arabes (Émirats arabes unis, Bahreïn, Soudan et Maroc) est symboliquement forte pour l'Égypte, qui avait été exclue de la ligue arabe en 1979 pour avoir été le premier pays arabe à faire la paix avec l'État hébreu. Si celle-ci perd dès lors de sa légitimité en tant que médiateur dans le conflit israélo-arabe, elle a toutefois l’occasion de la réaffirmer en parrainant un cessez-le-feu mettant fin aux hostilités entre Israël et le Hamas en mai 2021, et en versant une aide humanitaire de 500 millions de dollars pour la Bande de Gaza[7].
- Pendant la pandémie de covid-19, l'Égypte déploie une « diplomatie médicale » consistant en l'envoi de grandes quantités de matériel médical à destination de pays en développement, mais aussi des États-Unis, de la Grande-Bretagne, de la Chine, et de l'Italie[41]. Cette initiative est toutefois très contestée dans le pays, alors que la population égyptienne est elle-même très touchée par la pandémie[41].
- Enfin, en novembre 2022, l'Égypte est le pays organisateur de la COP 27 dans la station balnéaire de Charm el-Cheikh au sud de la péninsule du Sinaï. Cette conférence internationale pour le climat est présidée par le chef de la Diplomatie égyptienne Sameh Choukri[42].

Mais malgré ces efforts diplomatiques, militaires et financiers, les ressources économiques limitées de l'Égypte face aux puissances du Golfe et aux États-Unis, gardent le Caire en situation de dépendance de ses « parrains étrangers ». En outre, au début des années 2020, l'Égypte subit un rapport de force défavorable dans ses négociations avec l'Éthiopie sur le projet de barrage de la Renaissance alors que le Soudan, intéressé par l'électrification que lui permettrait ce barrage mais inquiet des risques d’inondation sur son territoire, peine à prendre parti. Des avancées sont toutefois à signaler, notamment l'étalement sur cinq ans du remplissage du barrage pour ne pas perturber l'Égypte, ainsi que sur la gestion de l'eau quand les pluies sont suffisantes.

## Relations avec les pays du Moyen-Orient

### Relations avec les pays arabes du Moyen-Orient

#### Relations avec la Syrie

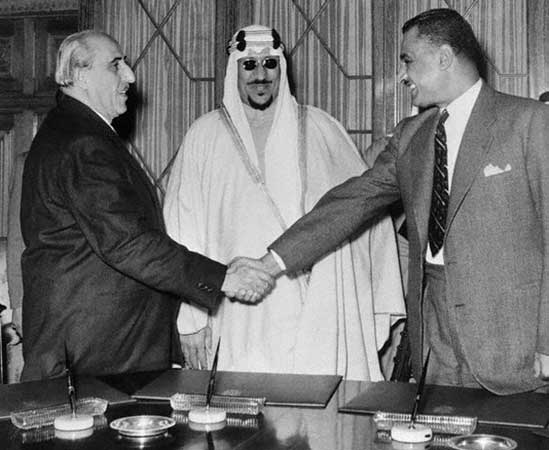
Rencontre entre Nasser et le président syrien Choukri al-Kouatli en 1956 en présence du roi saoudien Saoud ben Abdelaziz Al Saoud

Entre 1958, l'Égypte s'unit à la Syrie pour former la République arabe unie, présidée par Nasser, dissoute en 1961 après que le général Haydar al-Kouzbari, défavorable à ce projet, ait pris le pouvoir en Syrie et décidé d'y mettre fin (son cousin Maamoun al-Kouzbari devint le président de la république syrienne). L’Égypte conserve l’appellation officielle de « République arabe unie » jusqu’en 1971.
La Syrie et l'Égypte se concertent dans plusieurs offensives contre Israël lors des guerres israélo-arabe de 1948-1949, 1967 (Guerre des Six Jours) et 1973 (guerre du Kippour). 
En février 1971, Hafez el-Assad arrive au pouvoir en Syrie, et relance le projet d'une union panarabe, l' « Union des Républiques arabes » incluant cette fois, la Syrie, l'Égypte, et la Libye dirigée par l'officier nasseriste Mouammar Kadhafi, mais cette fois c'est Anouar el-Sadate qui méfiant envers son homologue libyen, décide d'arrêter le projet (qui prend définitivement fin en 1984). 
En juin 2013, le président égyptien Mohamed Morsi déclare la rupture des relations entre l'Égypte et la Syrie en raison de la répression du président syrien Bachar el-Assad, successeur de son père en 2005, contre sa population pendant la révolution syrienne
En novembre 2016 toutefois, alors que la plupart des pays arabes ont rompu leurs relations diplomatiques avec Damas, le président égyptien Abdel Fattah al-Sissi prend le contre-pied de son prédécesseur en affirmant publiquement son soutien à l'armée syrienne, affirmant que ; "Notre priorité est de soutenir les armées nationales pour renforcer le contrôle de l'armée sur le territoire et traiter les éléments extrémistes.". Un mois plus tôt, le plus haut responsable des services de sécurité syriens, le général Ali Mamlouk, avait effectué une visite au Caire et rencontré le général Khaled Fawzi, vice-chef de la Sécurité nationale en Égypte.
En 2021, le ministre égyptien des Affaires étrangères Sameh Choukry appelle à la réintégration dans la Ligue arabe de la Syrie, qu'il considère comme « un pays stable et actif qui serait vital dans le maintien de la sécurité nationale arabe ».
En février 2023, Sameh Choukri se rend Damas et rencontre Bachar el-Assad et son son homologue syrien, Fayçal al-Meqdad, accélérant le rapprochement entre les deux pays. Parallèlement, président syrien obtient, à la suite du séisme frappant son pays et la Turquie, des gains significatifs en vue de normaliser ses relations avec des pays arabes et de réintégrer la Ligue arabe. Mais Le Caire dans le même temps craint de se heurter à Washington, qui s’oppose fermement à la normalisation avec le régime syrien, s'il se rapproche trop de Damas.

#### Relations avec la Jordanie
La Jordanie et l'Égypte ont été à l'initiative des deux coalitions arabes engagées lors des guerres israélo-arabes de 1948-1949 et de 1967 (guerre des Six Jours). Mais cela n'empêche pas, jusqu'aux années 1960, les deux chefs d'État, le roi Hussein et Gamal Abdel Nasser, d'avoir des relations froides et médiantes en raison de positionnements idéologiques radicalement opposés. Pour Nasser, Hussein est le « valet régional » des Occidentaux en raison de sa politique favorable aux Britanniques qui ont installé son père au pouvoir, tandis que pour Hussein, Nasser est le principal responsable des crises politiques qui ont secoué l'Irak et le Levant en 1958. Cette année-là, inquiets par la diffusion du panarabisme qui menaçait leurs règnes, les rois Hussein et Fayçal unissent leurs pays au sein de la Fédération arabe d’Irak et de Jordanie, en réaction à la République arabe unie intégrant l'Égypte et la Syrie quelques semaines auparavant. Nasser, magnanime envoie un message de félicitation aux deux rois, bien que cette fédération pro-occidentale ait clairement été fondée en rivalité avec la RAU pro-soviétique. Mais ces deux fédérations se disloquent rapidement, et la Jordanie et l'Égypte sont redevenus des pays indépendants lorsqu'en janvier 1964, Hussein et Nasser se rencontrent au domicile du président égyptien à Héliopolis, amorçant un dégel de leurs relations. Après la reprise de leurs relations diplomatiques, les deux États signent un accord de coopération militaire en 1967, plaçant l'armée jordanienne sous commandement égyptien pour une lancer offensive contre Israël. Mais c'est finalement l'État hébreu qui frappe le premier le 5 juin et détruit les flottes aériennes de ses ennemis arabes lors de la guerre des Six jours. 

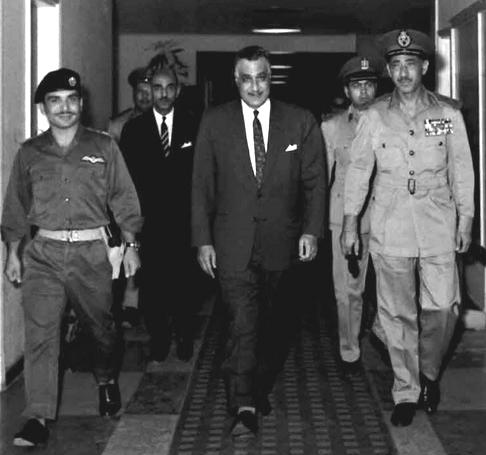
Le roi Hussein de Jordanie (à gauche), Nasser (au centre), et le maréchal égyptien Abdel Hakim Amer au quartier général égyptien avant la signature d'un pacte de d'assistance mutuelle le 30 mai 1967.

Paradoxalement, cette défaite aussi humiliante pour les deux États amputés de grandes parts de leurs territoires (Jérusalem Est pour la Jordanie, le Sinaï pour l'Égypte) est un facteur de rapprochement entre eux, pour au moins deux raisons. La principale est que, bien qu'ayant repris leurs relations diplomatiques depuis 1964, la Jordanie et l'Égypte sont engagées dans deux guerre civiles, la guerre du Dhofar (Oman) et la guerre du guerre civile du Yémen du Nord, dans lesquelles chacun soutient un camp opposé,. Or, l'anéantissement de leurs armées en juin 1967 leur enlève toute capacité de participer à des conflits extérieurs, supprimant une importante divergence entre eux. La deuxième raison est leur obligation de faire front commun sur la scène internationale pour obtenir par la diplomatie la rétrocession de leurs territoires perdus (n'ayant plus les moyens militaires suffisants), face à la position inflexible de la Syrie rejetant toute négociation avec l'État hébreu.
En 1973 toutefois (trois ans après la mort de Nasser), après avoir de reçu de nouvelles armes soviétiques, l'Égypte attaque Israël provoquant la guerre du Kippour, mais le roi Hussein refuse d'y participer, reconnaissant envers l'État hébreu de l'avoir soutenu pendant une tentative de coup d'État contre lui par l'OLP, connue comme « Septembre noir ». Après l'échec de l'offensive égyptienne, le président égyptien Anouar el-Sadate décide à son tour d'engager des pourparlers avec Israël, et participe aux accords de Camp David en 1978 pour lesquels le prix Nobel de la paix lui est décerné.
Un accord signé en 2002 fait de l’Égypte l'un des principaux fourniture de gaz de la Jordanie. En 2012, 250 millions de mètres cubes de gaz exportés par jour de l'Égypte vers la Jordanie, le gaz égyptien couvrant 80 % des besoins électriques de la Jordanie. Le roi Abdallah II était un proche du président égyptien Hosni Moubarak, avant son renversement lors de la révolution égyptienne de 2011.
Abdel Fattah al-Sissi rencontre les chefs d'État irakien (Moustafa al-Kazimi) et jordanien (Abdallah II) à Bagdad le 27 juin 2021, dans la cadre d'un sommet tripartite entre leurs l'Irak, la Jordanie, et l'Égypte, portant sur la coopération politique et économique, les investissements, et la lutte contre le terrorisme. Une alliance entre l’Égypte qui dispose de capacités militaires importantes, l’Irak qui possède des ressources pétrolières considérables et la Jordanie riche de son capital humain est prometteuse si ces pays capitalisent sur leur complémentarité. Mais celle-ci est également motivée par des intérêts géopolitiques partagés par les trois pays : contrebalancer l’influence de l’Iran, de la Turquie et des monarchies pro-américaines du Golfe (principalement l'Arabie saoudite) dans les affaires régionales. En effet, ces trois pays ont en commun de vouloir regagner une influence régionale après avoir été mis à l'écart par la politique de Donald Trump au Moyen-Orient, ultra-favorable à Israël, à la Turquie (via l'OTAN et les relations amicales entre Trump et Erdoğan) et aux monarchies du Golfe.

#### Relations avec l'Irak
L'Irak et l’Égypte sont tous deux membres et cofondateurs de la Ligue arabe en mars 1945. Par la suite, l'Irak et l'Égypte ont été les principaux protagonistes arabes à la guerre arabo-israéliennes de 1948-1949, tandis que l'Irak a soutenu les offensive égyptiennes de 1967 et 1973 contre Israël.
Pour autant, dans les années 1950, les deux États ont des positions aux antipodes. Alors qu'en Égypte, le Mouvement des officiers libres menés par Nasser renverse la monarchie pro-occidentale en 1952, puis remporte une victoire décisive contre les forces franco-britannique en 1956, l'Irak, toujours dirigée par une monarchie pro-britannique, intègre le Pacte de Bagdad en février 1955. Cette alliance militaire intégrant Royaume d'Irak, la Turquie, le Pakistan, l'État impérial d'Iran et Royaume-Uni, fait de l’Irak le premier allié de l’Occident, moins deux ans avant la crise du canal de Suez. Toutefois, bien qu'officiellement pro-occidentale, la monarchie irakienne sait que l'intervention militaire en 1956 en Égypte va créer une importante colère populaire en Irak, et s'inquiète de sa propre sécurité et stabilité. L'ambivalence de l'Irak est illustrée par la rupture de ses relations diplomatiques avec la France en 1956 en réaction à la crise de Suez. Parallèlement, bien qu'officiellement opposés, la monarchie irakienne et la république égyptienne restent alliées contre Israël, l'Irak ayant notamment chassé les juifs de son territoire en 1951, après la défaite de la coalition arabe lors de la guerre israélo-arabe de 1948-1949.

L'année 1958 est marquée par une série de bouleversements géopolitiques qui affectent profondément les relations bilatérales entre l'Irak et l’Égypte. En février, deux fédérations arabes sont créées, chacune alignée sur l'un des deux « blocs » de la guerre froide : la Fédération arabe d'Irak et de Jordanie pro-occidentale et la République arabe unie (intégrant l'Égypte et la Syrie), favorable à l'Union soviétique. Toutefois, en juillet 1958, des officiers irakiens nasseristes Abd Karim Kassem et Abdel Salam Aref, renversent la monarchie irakienne pro-occidentale avec le soutien de l'Égypte, et proclament la République d'Irak. La Fédération arabe d'Irak et de Jordanie est dissoute en août 1958, et l'Irak quitte le Pacte de Bagdad en mars 1959. Chacun de ces deux officiers putschistes prend le pouvoir en Irak l'un après l'autre : Abd al-Karim Kassem entre 1958 et 1963, puis Abdel Salam Aref entre 1963 et 1968. Celui-ci est reçu par Gamal Abdel Nasser à Alexandrie lors de sa prise de fonction entre 1963. 

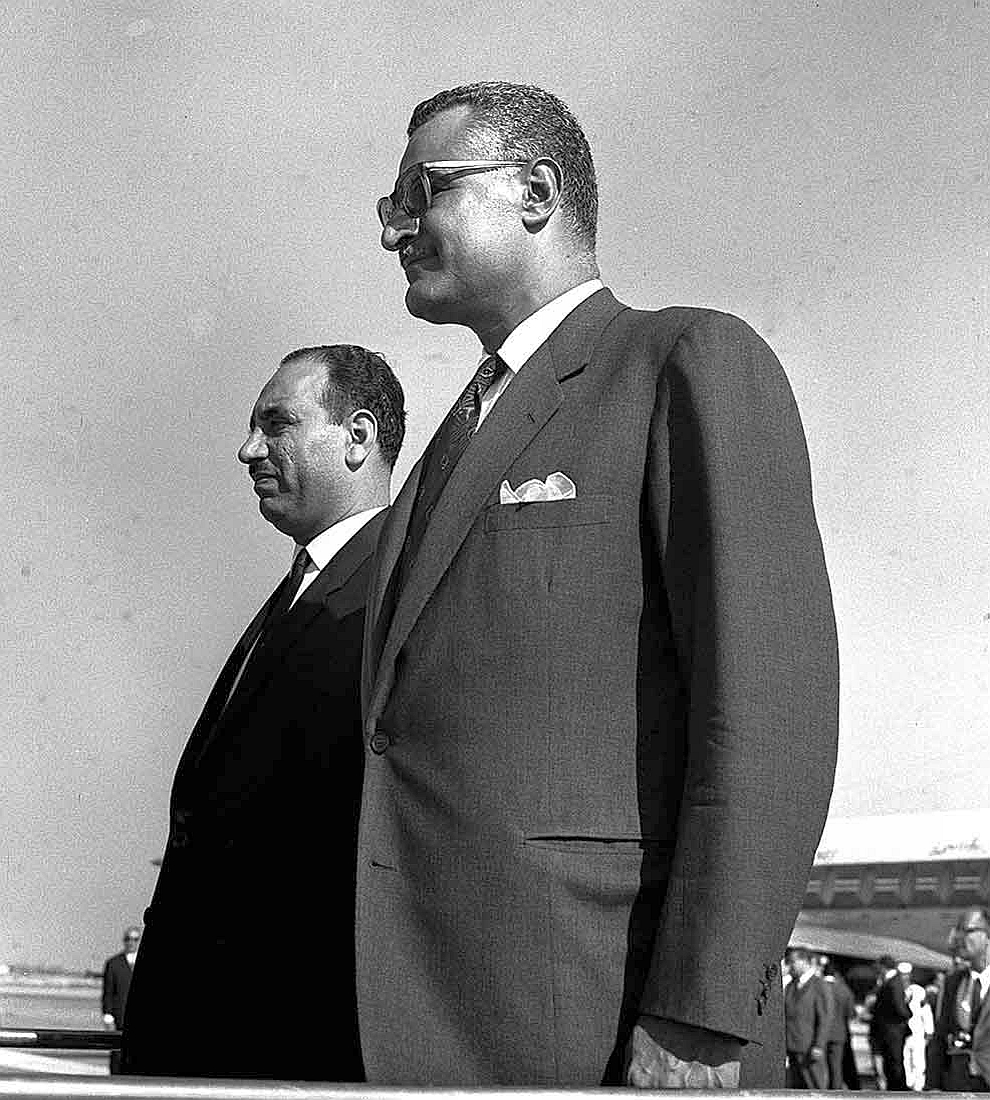
Le président irakien Abdel Salam Aref en compagnie de Gamal Abdel Nasser à Alexandrie en 1963

L'Égypte et l'Irak combattent dans le même camp contre Israël lors de la guerre des Six Jours en 1967, puis lors de la guerre du Kippour en 1973.
Les relations entre l'Irak et l'Égypte se sont toutefois rompues en décembre 1977, à la suite de l'opposition de l'Irak aux initiatives de paix avec Israël du président égyptien Anouar Sadate. En 1978, Bagdad accueille un sommet de la Ligue arabe qui condamne et met à l'écart l'Égypte pour avoir accepté les accords de Camp David. Cependant, le solide soutien matériel et diplomatique de l'Égypte à l'Irak dans la guerre avec l'Iran a conduit à des relations plus chaleureuses et à de nombreux contacts entre les hauts fonctionnaires, malgré l'absence continue de représentation au niveau des ambassadeurs.
En janvier 1984, l'Irak dirige avec succès les efforts arabes au sein de l'Organisation de la coopération islamique pour rétablir l'adhésion de l'Égypte. Cependant, les relations irako-égyptiennes sont à nouveau rompues en 1990 après que l'Égypte a rejoint la coalition des Nations unies qui a forcé l'Irak à quitter le Koweït. En 2003, leurs relations s'améliorent après le renversement de Saddam Hussein, et l'Égypte devient l'un des principaux partenaires commerciaux de l'Irak.
Les relations diplomatiques entre l'Irak et l’Égypte ont été à nouveau interrompues pendant quatre ans à partir de juillet 2005, à la suite de l'enlèvement et du meurtre à Bagdad du chargé d'affaires égyptien, Ihab al-Charif revendiqué par Al-Qaïda, puis rétablies en juin 2009.
Depuis 2013, l'Égypte et l'Irak sont tous deux engagés dans la lutte contre des insurrections islamistes sur leurs territoires respectifs, et bénéficient chacun d'une aide conséquente des États-Unis pour maintenir la paix et la stabilité sur leur territoire. À noter néanmoins que l'Égypte a rompu ses relations diplomatiques avec les trois principaux voisins frontaliers de l'Irak : l'Iran en 1979, la Syrie en juin 2013, et la Turquie en novembre 2013. En 2016 toutefois, le président égyptien au pouvoir depuis 2014 Abdel Fattah al-Sissi prend le contre-pied de son prédécesseur Mohamed Morsi en déclarant son soutien au président syrien Bachar el-Assad et au Premier ministre irakien Haïder al-Abadi dans leurs lutte contre « le terrorisme et l’islamisme radical ».
Le 27 juin 2021, le président Abdel Fattah al-Sissi se rend à Bagdad, devenant le premier chef d'État égyptien à se rendre en Irak depuis la rupture des relations diplomatiques entre les deux pays en 1990. Il rencontre le Premier ministre irakien Moustafa al-Kazimi. et le roi Abdallah II de Jordanie dans la cadre d'un sommet tripartite entre leurs trois pays, portant sur la coopération politique et économique, les investissements, et la lutte contre le terrorisme. Cette alliance est également motivée par des intérêts géopolitiques partagés par les trois pays : contrebalancer l’influence de l’Iran, de la Turquie et des monarchies pro-américaines du Golfe (principalement l'Arabie saoudite) dans les affaires régionales.
Une alliance entre l’Égypte qui dispose de capacités militaires importantes, l’Irak qui possède des ressources pétrolières considérables et la Jordanie riche de son capital humain est prometteuse si ces pays capitalisent sur leur complémentarité. Plusieurs accords de coopération ont ainsi été signés dans les secteurs de l’énergie, de la santé et de l’éducation, alors que Bagdad a renouvelé son contrat d’approvisionnement pétrolier à l’Égypte de 12 millions de barils en 2021, et prévoit de construire un oléoduc visant à exporter 1 million de barils par jour de brut depuis la ville irakienne de Bassora vers le port jordanien de Aqaba. Abdel Fattah al-Sissi, Moustafa al-Kazimi et le roi Abdallah II se rencontrent de nouveau à Bagdad en août 2021 lors d'un sommet élargit au Moyen-Orient incluant la France, axé sur la sécurité et le développement économique régional.
Outre une meilleure coopération économique, cet axe Le Caire-Bagdad-Amman est également motivé par des intérêts géopolitiques partagés par les trois pays : contrebalancer l’influence de l’Iran, de la Turquie et des monarchies pro-américaines du Golfe (principalement l'Arabie saoudite) dans les affaires régionales. En effet, ces trois pays ont en commun de vouloir regagner une influence régionale après avoir été mis à l'écart par la politique de Donald Trump au Moyen-Orient, ultra-favorable à Israël, à la Turquie (via l'OTAN et les relations amicales entre Trump et Erdoğan) et aux monarchies du Golfe.

#### Relations avec l'Arabie saoudite

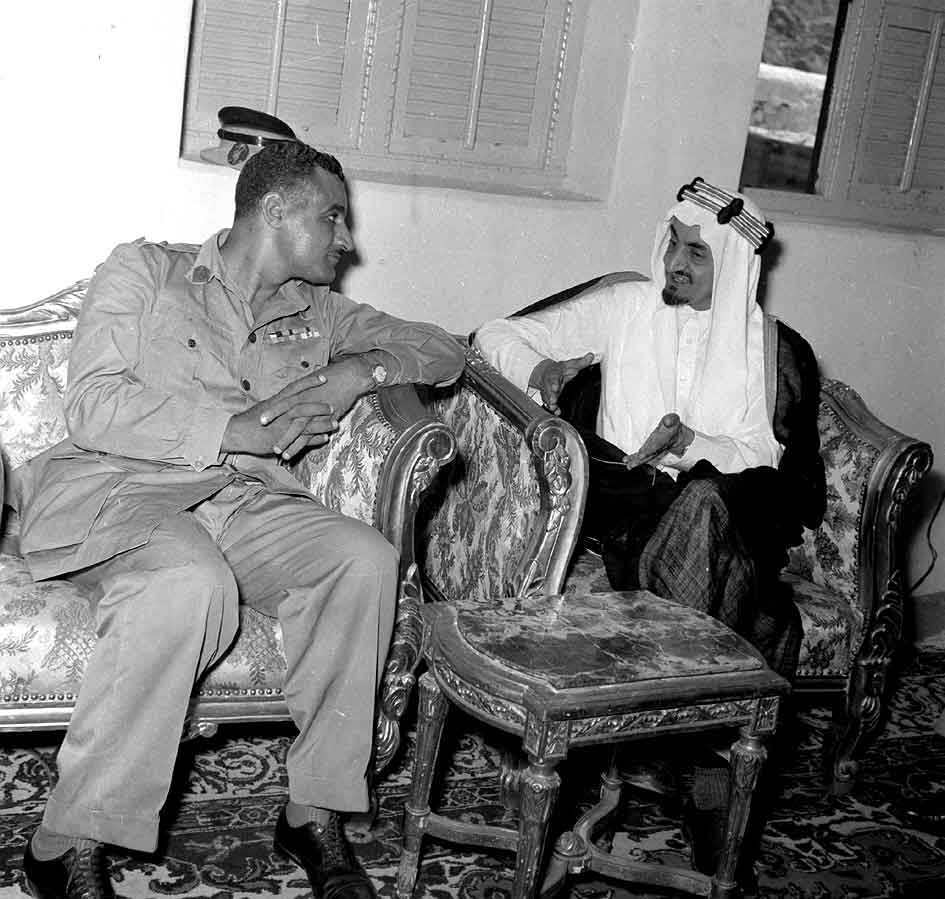
Rencontre entre Nasser et le roi saoudien Abdelaziz ibn Saoud en 1951

Pendant la guerre froide, l'Égypte proche de l'Union soviétique et l'Arabie saoudite proche des États-Unis entretiennent des relations caractérisées par une rivalité chronique et des tensions récurrentes. En 1945, lors du pacte de Quincy, accord majeur énergétique et sécuritaire entre les États-Unis et l'Arabie saoudite, Ibn Saoud demande au président américain Franklin Roosevelt une protection militaire contre ses rivaux, l’Égypte, la Jordanie ou encore l’Iran, en échange d’un accès privilégié au pétrole saoudien.
Entre 1962 et 1967, les deux États se livrent à une guerre par procuration au Yémen du Nord ,. Mais la fin de la guerre civile du Yémen du Nord en 1970, suivie six ans plus tard par le rapprochement entre l'Égypte et les États-Unis à l'initiative du président Saddate, rend caduque ces divergences. L'Arabie saoudite va même jusqu'à octroyer une aide financière importante à l'armée égyptienne, bénéficiant économiquement du choc pétrolier de 1973. Après la révolution iranienne en 1979, ces deux pays deviennent des alliés objectifs contre l'Iran et en 1990, tous deux participent à la coalition internationale menée par les États-Unis contre l'Irak de Saddam Hussein lors de la guerre du Golfe.
Après le renversement de Mohamed Morsi lors du coup d'État du 3 juillet 2013, l'Arabie saoudite devient l'un des principaux soutiens de l'Égypte, offrant au Caire plusieurs milliards de dollars en aides.

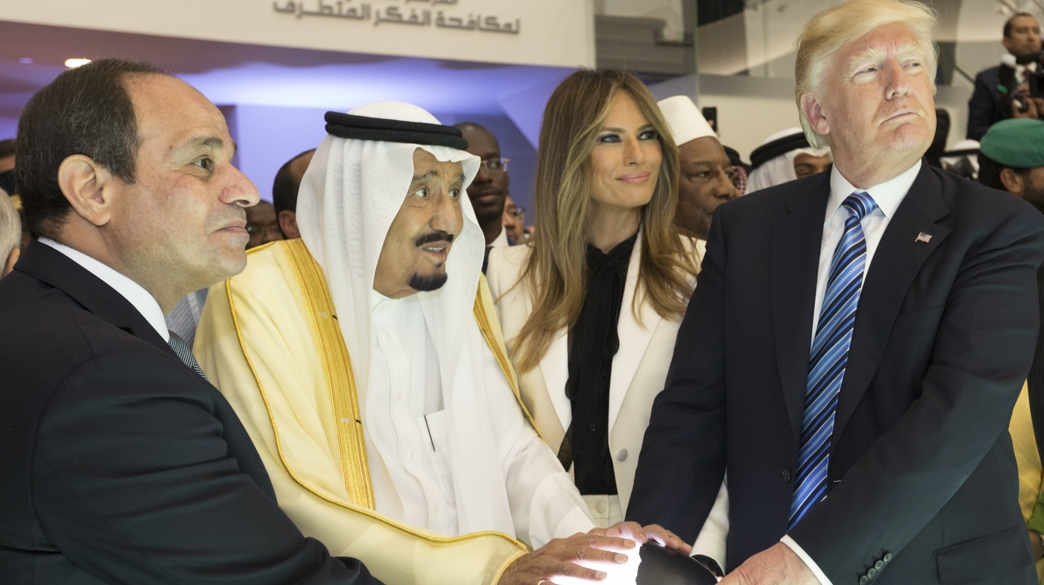
Le président américain Donald Trump, le roi Salmane d'Arabie saoudite et le président égyptien Abdel Fattah al-Sissi en mai 2017.

En 2015, l'Égypte se joint à la coalition militaire mené par l'Arabie saoudite, en soutien au président yéménite Abdrabbo Mansour Hadi, en exil à la suite de son renversement par les rebelles houthis.
En avril 2016, l'Arabie saoudite passe un accord avec l'Égypte pour la fourniture, sur cinq ans, de 700 000 tonnes de produits pétroliers par mois. 
En juin 2017, le gouvernement égyptien ratifie la rétrocession des îles de Tiran et Sanafir situées en mer rouge, à l'Arabie saoudite, mais cette décision est invalidée par la justice égyptienne. Les autorités justifient cette rétrocession en expliquant que les deux îles, situées près de la pointe sud de la péninsule du Sinaï, appartenaient à l'Arabie saoudite mais que Riyad avait demandé en 1950 au Caire d'en assurer la protection. Le transfert de ces îles a finalement été autorisé par le Parlement égyptien, puis validé par la Cour suprême en mars 2018. Toutefois, en décembre 2022, le site d'information américain Axios révèle que le président égyptien Abdel Fattah al-Sissi conditionne cette rétrocession à une aide militaire américaine (Washington étant médiateur dans ce dossier), suspendue en raison d’inquiétudes liées à la situation des droits de l'homme en Égypte.

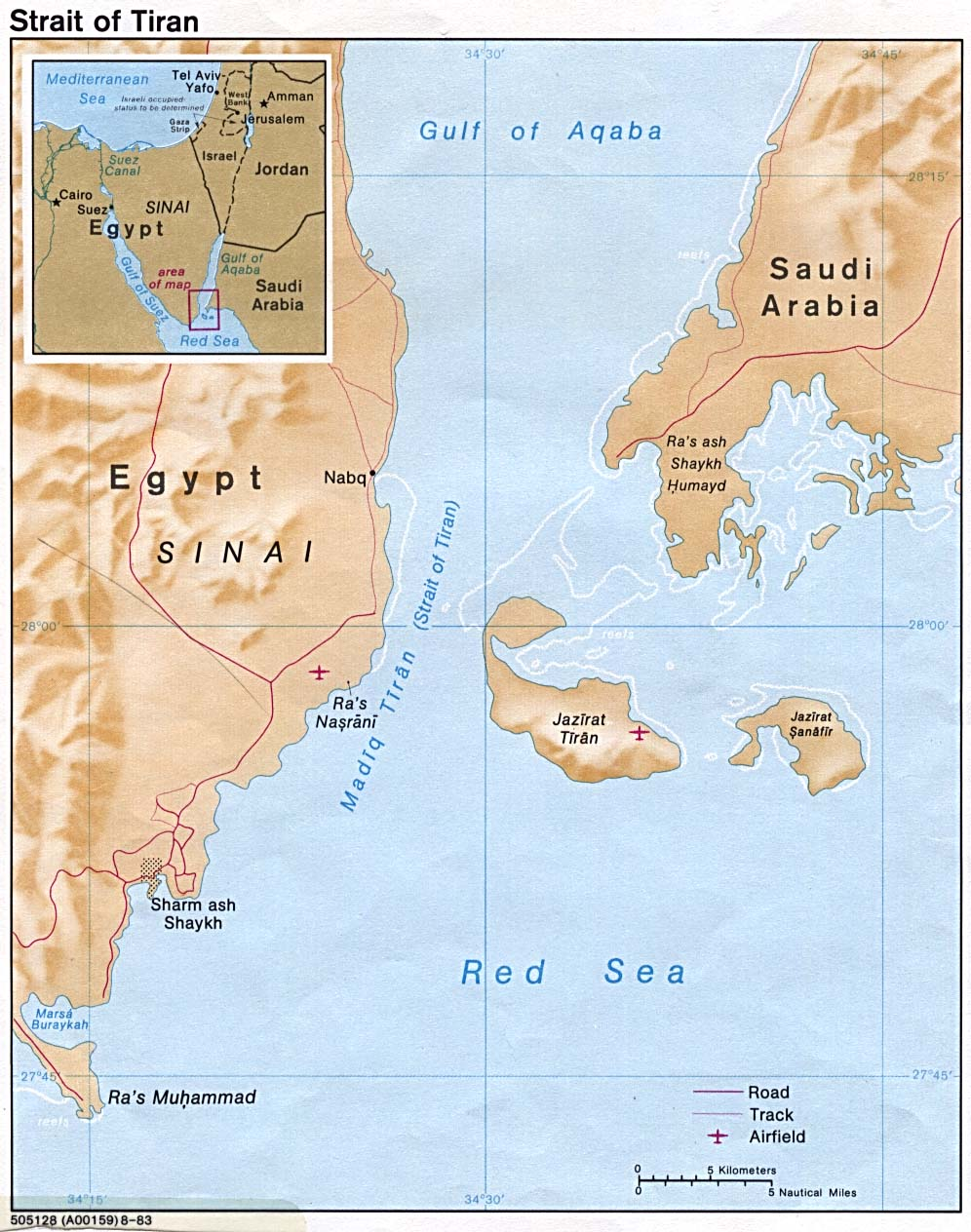
Carte des îles de Tiran et Sanafir.

#### Relations avec le Qatar
En 2017, l'Égypte participe au blocus imposé au Qatar par l'Arabie saoudite lors de la crise du Golfe, et rompt ses relations diplomatiques avec l'Émirat, accusé de soutenir les frères musulmans et l'Iran, tous deux ennemis communs du gouvernement égyptien en place depuis 2014, de l'Arabie saoudite, des Émirats arabes unis et de Bahreïn. 
En janvier 2021, dans la perspective de la prise de fonction du nouveau président américain Joe Biden et craignant qu'il leur soit moins favorable que son prédécesseur Donald Trump, les États arabes ligués contre le Qatar décident de mettre fin au blocus et de rétablir leurs relations avec l'Émirat. Les vols directs entre le Caire et Doha reprennent dans la foulée.
En 2021 et 2022, l’émir qatari, Tamim ben Hamad Al-Thani et le président égyptien Abdel Fattah al-Sissi se rencontrent à deux reprises lors de la Cop 26 à Glascow (novembre 2021), puis lors des jeux olympiques d'hiver à Pékin (février 2022). En mars 2022, une délégation menée par le vice-Premier ministre et ministre des Affaires étrangères qatari, Cheikh Mohammed ben Abderrahman Al-Thani se rend au Caire, où il a rencontré Abdel Fattah al-Sissi. Les représentants des deux pays signent plusieurs accords pour un montant total de cinq milliards de dollars, comprenant notamment l’acquisition par Qatar Energy de 40 % d’un bloc d’exploration offshore en mer Méditerranée (North Marakia) détenu jusque-là par l'américain ExxonMobil.

#### Relations avec le Liban
En février 2021, le président égyptien Abdel Fattah al-Sissi contacte par missive son homologue libanais Michel Aoun, dans laquelle ce dernier exprime le souhait du Caire de renouveler le mandat du diplomate Ahmad Aboul Gheit à la tête de la Ligue arabe. Le chef de l'État libanais réceptionne ce courrier en recevant, l'ambassadeur égyptien à Beyrouth, Yasser Allaoui.

#### Relations avec Oman
À la fin des années 1950, Oman est un protectorat britannique, ce qui le place dans une position antagoniste par rapport à l'Égypte qui vient de se libérer de l'influence occidentale après la crise du canal de Suez, et s'affirme comme une puissance anti-colonialiste et proche du bloc de l'Est.
La situation change radicalement en 1979, lorsque les accords de paix entre l'Égypte et Israël, provoquent l'exclusion de l'Égypte de la Ligue arabe, ainsi qu'un important rapprochement d'Anouar el-Saddate des États-Unis, au détriment de l'Union soviétique. Oman dont l’ouverture au monde date de moins d'une décennie, s'affirme déjà par une politique étrangère indépendante, en étant le seul pays arabe avec le Maroc à refuser de rompre ses relations avec l'Égypte. 
Le sultanat se rapproche de l'Égypte à la suite de l'accession au pouvoir d'Hosni Moubarak en 1981, puis la réintégration de l'Égypte au sein du monde arabe en 1983. Cette proximité est illustrée par des visites régulières du sultan Qabus ibn Saïd en Égypte à titre officiel et personnel, et par une bonne coopération sécuritaire qui permet à Oman de démanteler des cellules clandestines islamistes sur son sol grâce à l'aide des services secrets égyptiens.
En novembre 2017, le président égyptien Abdel Fattah al-Sissi se rend à Oman et rencontre le sultan Qabous.

#### Relations avec le Yémen
Pendant la guerre froide, le Yémen est devisé entre deux États : la République démocratique populaire du Yémen au Sud, et la République arabe du Yémen au nord. En mars 1958, le Royaume mutawakkilite du Yémen (Nord) rejoint la République arabe unie pour obtenir le soutien égyptien face aux Britanniques ; ne l'obtenant pas, le roi Ahmed ben Yahya se retire de l'union.  
Dans les années 1960, ces deux Yémen sont en guerre : le Sud pour son indépendance contre les Britanniques, le Nord divisé entre les partisans du roi Mohammed al-Badr (fils d'Ahmed ben Yahya mort en 1962), et les républicains d'Abdullah as-Sallal. Dans ce contexte, Nasser s'implique dans ces deux conflits : 
- Au nord, le coup d'État qui renverse la monarchie en 1962 étant même préparé depuis l'Égypte (à l'instar de celui qui renverse la famille régnante en Irak quatre ans plus tôt). Pendant les huit années d'affrontements qui s'ensuivent, ce conflit est considéré par certains analystes comme une guerre par procuration entre l'Égypte (favorable aux républicains) et l'Arabie saoudite (favorable à la monarchie)[12],[51].
- Au sud, il participe en 1966 à créer le Front de Libération du Sud Yémen Occupé (FLSYO) pour lutter contre la présence britannique, mais celui-ci est finalement vaincu un an après sa création par son rival indépendantiste, le Front de Libération Nationale[11] ;

Contrairement au Yémen du Sud où l'implication égyptienne est brève et limitée, Nasser envoie des milliers de soldats participer au conflit dans le nord : près de 15.000 en début d'année 1963, près du double six mois plus tard, et jusqu'à 60.000 au plus fort de leur implication,. 

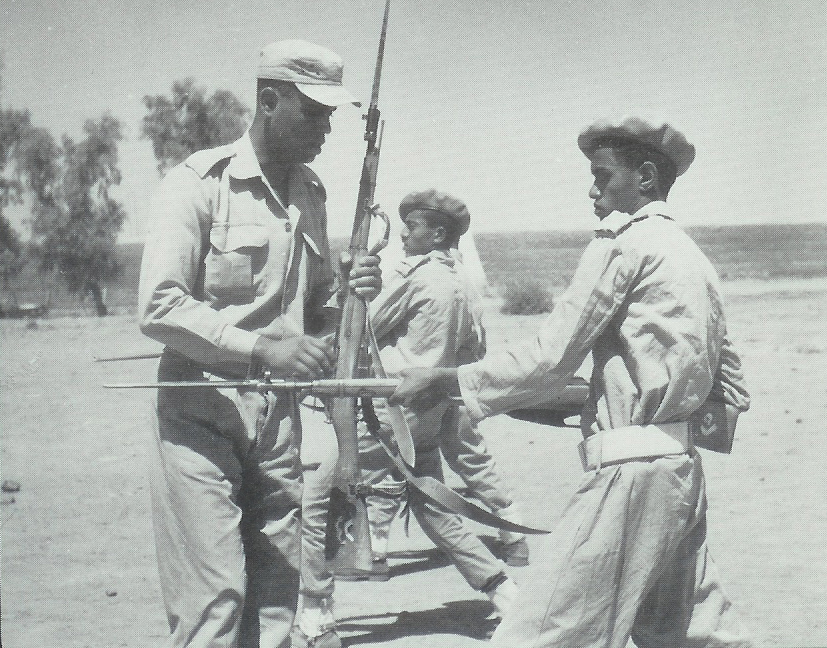
Un conseiller militaire égyptien montrant à un soldat yéménite républicain comment utiliser une baïonnette sur un Mosin-Nagant.

L'Arabie saoudite, monarchie craignant une diffusion de la révolution dans son royaume, et la Grande-Bretagne restée hostile à Nasser depuis la crise du canal de Suez décident de soutenir massivement les troupes royalistes. En août 1965, une rencontre entre Nasser et le nouveau roi saoudien Fayçal ben Abdelaziz Al Saoud permet aux belligérants de négocier un cessez-le-feu, mais les combats reprennent l'année suivante.
L'année 1967 est marquée par la Guerre des Six Jours qui oblige l'Égypte à retirer ses troupes de la péninsule arabique pour son concentrer sur Israël, puis, après sa défaite désastreuse contre l'État hébreu, à renoncer durablement à toute implication,. Tandis que le sud proclame son indépendance en novembre, le départ des troupes égyptiennes provoque un renversement de la situation en faveur des royalistes au nord, mais celui-ci est de courte durée car les républicains sont renforcées par l'arrivée d'un grand nombre de Yéménites du sud. La guerre s'achève sur une victoire républicaine trois ans plus tard.
À partir de 1976, l'Égypte se rapproche des États-Unis à l'initiative du président Saddate, ce qui rend caduque ses divergences avec l'Arabie saoudite. En outre, l'année suivante, les relations diplomatiques entre le Yémen du Sud, initialement soutenu par Nasser, et l'Égypte sont rompues en raison du traité de paix israélo-égyptien initié par Saddate.
En 1990, les Yémen du Nord et du Sud s'unissent en un seul pays, le Yémen. De facto, cette unification rend caduque la rupture des relations diplomatiques entre le Yémen du Sud et l'Égypte, alors que Sanaa, ville du nord, devient la capitale de cet pays unifié, et Ali Abdallah Saleh, jusqu'à présent Président du Yémen du Nord, devient Président de la république du Yémen. À l'instar d'Hosni Moubarak, celui-ci est confronté en 2011 à un vaste soulèvement populaire contre son gouvernement dans la vague des printemps arabes, qui l'oblige à quitter le pouvoir en février 2012, qu'il remet à son vice-président Abdrabbo Mansour Hadi. Deux ans plus tard, celui-ci profite de l'insurrection houthiste pour tenter de reprendre le pouvoir en s'alliant avec eux, déclenchant la guerre civile yéménite (lors de laquelle Ali Abdallah Saleh est tué en décembre 2017).
at.t
En 2015, l'Égypte se joint à la coalition militaire mené par l'Arabie saoudite, en soutien au président yéménite Abdrabbo Mansour Hadi, en exil à la suite de son renversement par les rebelles houthis.

### Relations avec les pays non-arabes du Moyen-Orient

#### Relations avec Israël

##### Affrontements entre 1948 et 1973
L'Égypte a participé à toutes les guerres israélo-arabes entre 1949, 1967 et 1973, auxquelles on peut ajouter la crise du canal de Suez lors de laquelle Israël se joint à la coalition franco-anglaise formée pour reprendre le contrôle du canal de Suez et renverser Nasser. Les tensions sont presque continues entre les deux États après la fondation d'Israël en 1948, provoquant de multiples affrontements le plus souvent à la suite d'offensives israéliennes. En février 1955, l'armée israélienne détruit un camp militaire égyptien dans la bande de Gaza, poussant l'Égypte à signer la même année un traité de coopération militaire avec la Tchécoslovaquie. Lors de la crise du canal de Suez, l'armée israélienne est la première à attaquer l'Égypte le 29 octobre 1956, suivie le lendemain par la France et Royaume-Uni qui remportent une victoire rapide (une semaine), avant d'être contraints de se retirer à la suite des pressions diplomatiques américaines et russes. 

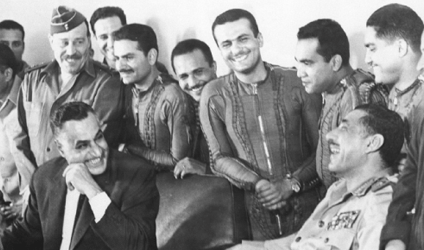
Nasser entouré par des pilotes égyptiens sur une base aérienne du Sinaï, un mois avant la guerre des Six Jours

Lors de la guerre des Six Jours, l'armée israélienne remporte une victoire totale et rapide grâce à une attaque préventive lui permettant de détruire la majeure partie de l'aviation arabe dès le premier jour, avant de mettre en déroute les armées égyptiennes, syriennes et jordaniennes. La victoire israélienne lui permet d'annexer le Sinaï, plateau du Golan, une partie de la Cisjordanie (dont Jérusalem-Est), et la Bande de Gaza. Les années suivantes, des escarmouches et bombardements de part et d'autre ont régulièrement lieu entre les forces armées des deux États ; l’armée égyptienne qui n'était pas en mesure de lancer une véritable contre-offensive, ne pouvait pas pour autant rester inactive après sa défaite de juin 1967, et mène une guerre d'usure face à l'ennemi israélien en attendant de se reconstruire. Ces opérations bien que d'ampleurs limitées, se multiplies pendant trois ans et font des centaines de morts parmi les militaires, et des milliers de victimes civiles côté égyptien. Le 7 août 1970, sous pression américaine, un cessez-le-feu est signé entre les deux parties, un mois et demi avant le décès de Nasser le 28 septembre, par crise cardiaque.
En 1973, l'Égypte gouvernée par Anouar el-Saddate est à l'initiative de l'offensive arabe lancée contre Israël, après que le chef d'État major égyptien Saad El Shazly se rend en Algérie et au Maroc pour organiser la stratégie de la coalition arabe. La guerre du Kippour se termine au bout de 19 jours avec la signature d'un cessez-le-feu sous l'égide le l'ONU, à la suite de quoi l'Égypte décide de passer par la voie diplomatique pour reprendre le contrôle du Sinaï. Le tournant des relations entre les deux pays commence avec le discours d'Anouar el-Saddate à la Knesset, le 20 novembre 1977 :

« Toute vie perdue dans la guerre est celle d’un être humain, qu’il soit arabe ou israélien. Les enfants qui sont privés de leur père sont les enfants de chacun d’entre nous, en terre arabe ou en Israël, et nous avons le grand devoir de leur donner un présent heureux et un bel avenir. »

##### «Paix froide» et coopération limitée de 1980 à 2013
L'année suivante, les accords de Camp David qui mettent fin aux hostilités entre l'Égypte et Israël en septembre 1978. Les deux présidents signataires Menahem Begin et Anouar el-Sadate reçoivent le prix Nobel de la paix en 1978 en raison de ces accords..

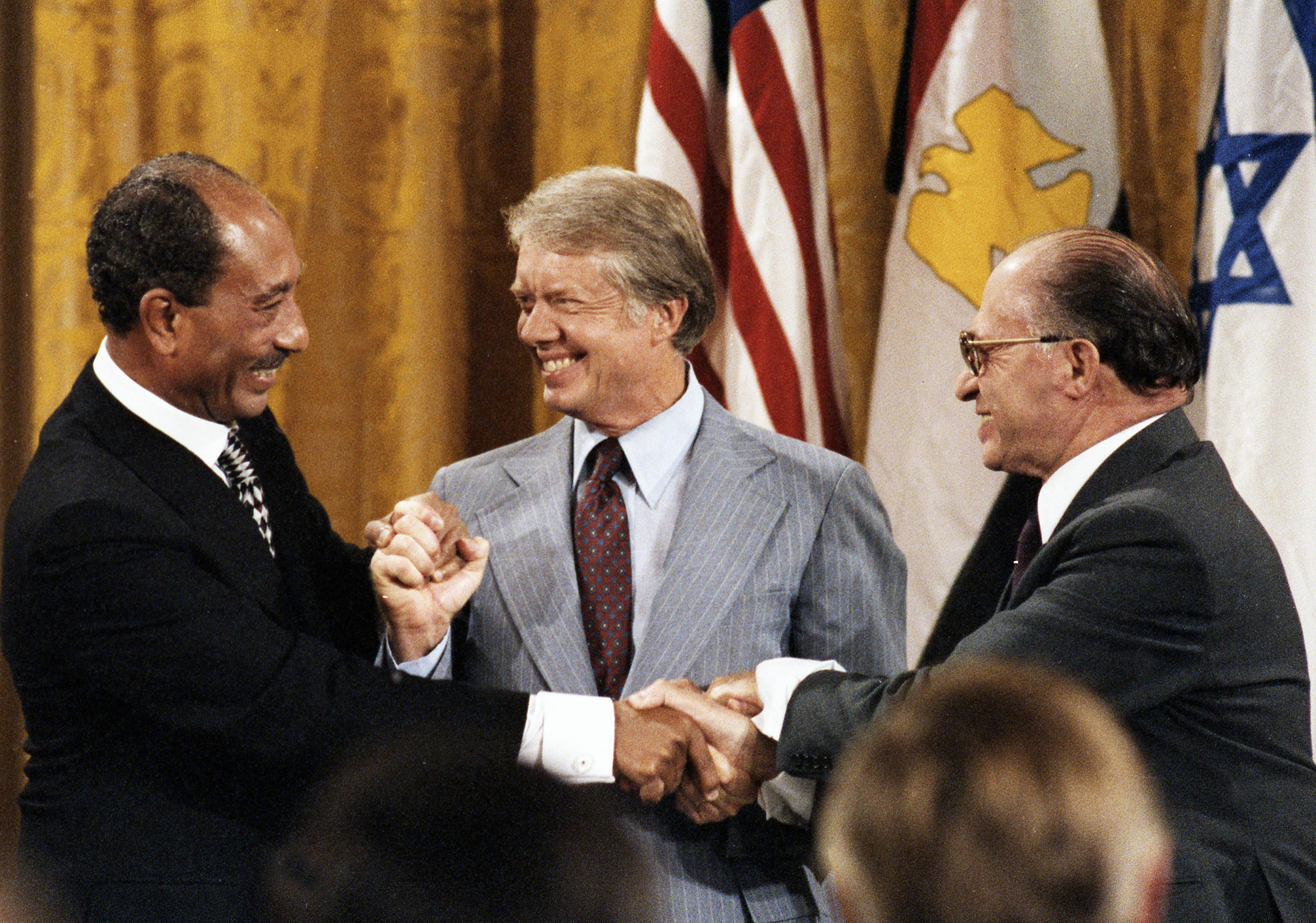
Rencontre entre les présidents égyptien et israéliens Anouar el-Saddate et Menahem Begin, en présence du président américain Jimmy Carter lors des accords de Camp David en septembre 1978

Les relations diplomatiques sont formellement établies le 21 février 1980, un an après le traité de paix israélo-égyptien. Cette année, Saddate reçoit au Caire son homologue israélien, président israélien Yitzhak Navon. Depuis lors, l'Égypte dispose d'une ambassade à Tel Aviv et un consulat à Eilat tandis qu'Israël dispose d'une ambassade au Caire et d'un consulat à Alexandrie.
Mais plus que l’opposition arabe à la paix avec l'État hébreu, c’est la mauvaise volonté israélienne qui empêche un véritable rapprochement israélo-égyptien. Le Premier ministre israélien Menahem Begin ne fait aucune concession sur la Palestine, vouant sciemment à l’échec la Conférence du Caire, et Saddate, à l'initiative de cette paix séparée, est assassiné un an après l'établissement des relations diplomatiques israélo-égyptiennes.
Les décennies suivantes, les relations israélo-égyptiennes sont considérées comme une « paix froide », c'est-à-dire des tensions persistantes bien qu'excluant tout affrontement armé, caractérisées par de fortes oppositions de leurs populations respectives (surtout égyptienne) à tout rapprochement bilatéral. Ainsi, les rencontres de chefs d'État se poursuivent mais se font discrètes, comme la visite de Benjamin Netanyahu à la station balnéaire de Charm el-Cheikh sur invitation d'Hosni Moubarak, quelques semaines avant son renversement en 2011. Le traité de paix s'impose durablement dans les faits, malgré des changements de régime y sous la présidence à la tête de l'Égypte de Mohamed Morsi issu des frères musulmans proches du Hamas. 

##### Rapprochement sous la présidence d'Abdel Fattah al-Sissi
Mais c'est après son renversement en 2013 que les relations israélo-égyptiennes s'améliorent sous la présidence d'Abdel Fattah al-Sissi en Égypte. Les deux États ont alors des intérêts convergents dans la lutte contre l’insurrection islamiste au Sinaï, qui les conduit à nouer une coopération étroite dans les domaines militaire et du renseignement. En outre, le mouvement islamiste Hamas au pouvoir dans la Bande de Gaza frontalière des deux pays est ennemi du gouvernement israélien, mais aussi égyptien depuis que celui-ci considère les frères musulmans comme un groupe terroriste. En 2016, Sameh Choukri, se rend en Israël, marquant la première visite officielle d’un chef de la diplomatie égyptienne depuis neuf ans, axée sur la coopération militaire et sécuritaire contre le terrorisme. En janvier 2019, interrogé par un journaliste de CBS lui demandant si cette coopération était la plus étroite qui ait jamais existé entre les deux anciens ennemis (Israël et Égypte), Abdel Fattah al-Sissi lui déclare : « C’est exact ».
En 2020-2021, une série de normalisations entre Israël et des pays arabes fournissent à M. Sissi un nouvel espace pour rendre publics ces contacts qui avaient lieu en privé depuis un certain temps ; certains analystes parlent de « normalisation de la normalisation » des relations israélo-égyptiennes.
En février 2021, le Ministre égyptien de l'Énergie se rend à Jérusalem et rencontre le Premier ministre israélien Benjamin Netanyahu, le chef de la diplomatie Gabi Ashkenazi puis son propre homologue Yoni Steinitz. Les deux ministres de l'Énergie s'entendent pour construire un nouveau gazoduc reliant les champs gaziers de Leviathan à des installations de liquéfaction en Égypte, destinées à livrer le gaz liquéfié vers l'Europe.
De nombreux Israéliens se rendent chaque année dans le Sinaï pendant les vacances de Pessa'h (Pâque juive), le Mont Sinaï état un lieu sacré du judaïsme. En mars 2021, le point de passage sur la frontière israélo-égyptienne de de Taba ferme en raison de la pandémie de Covid-19, avant de rouvrir un an plus tard à la suite d'une importante campagne de vaccination en Israël.
En mai 2021, dans le contexte de la reprise des affrontements entre Israéliens et Palestiniens, l'Égypte propose sa médiation, et promet d'investir 500 millions de dollars pour la reconstruction à Gaza et de mobiliser des entreprises égyptiennes pour mener les travaux. Une trêve est finalement négociée entre le gouvernement israélien et le Hamas grâce à une médiation du gouvernement égyptien au bout de 11 jours de combats. Après la fin des hostilités, le Chef de la Diplomatie égyptienne Sameh Choukri rencontre au Caire son homologue israélien Gabi Ashkenazi pour consolider cette trêve, tandis que dans le même temps, le chef du renseignement égyptien, Abbas Kamel, s’entretient à Jérusalem avec le Premier ministre israélien, pour « intensifier la coopération » entre les deux pays voisins.
En août 2021, Abdel Fattah al-Sissi missionne un proche collaborateur, le directeur des services de renseignements, le général Abbas Kamel, en visite en Israël les 18 et 19 août dernier afin de s’entretenir avec l’état-major et le nouveau gouvernement israélien. Quelques jours plus tard, il convie le nouveau Premier ministre israélien Naftali Bennett à une visite officielle dans les semaines à venir, sans en préciser la date. Celle-ci a lieu le 13 septembre lorsque les deux chefs d'État se rencontrent à la station balnéaire de Charm el-Cheikh. Cette visite en Égypte de Naftali Bennett est la première d'un Premier ministre israélien depuis la fin de la présidence de Hosni Moubarak. 

#### Relations avec l'Iran

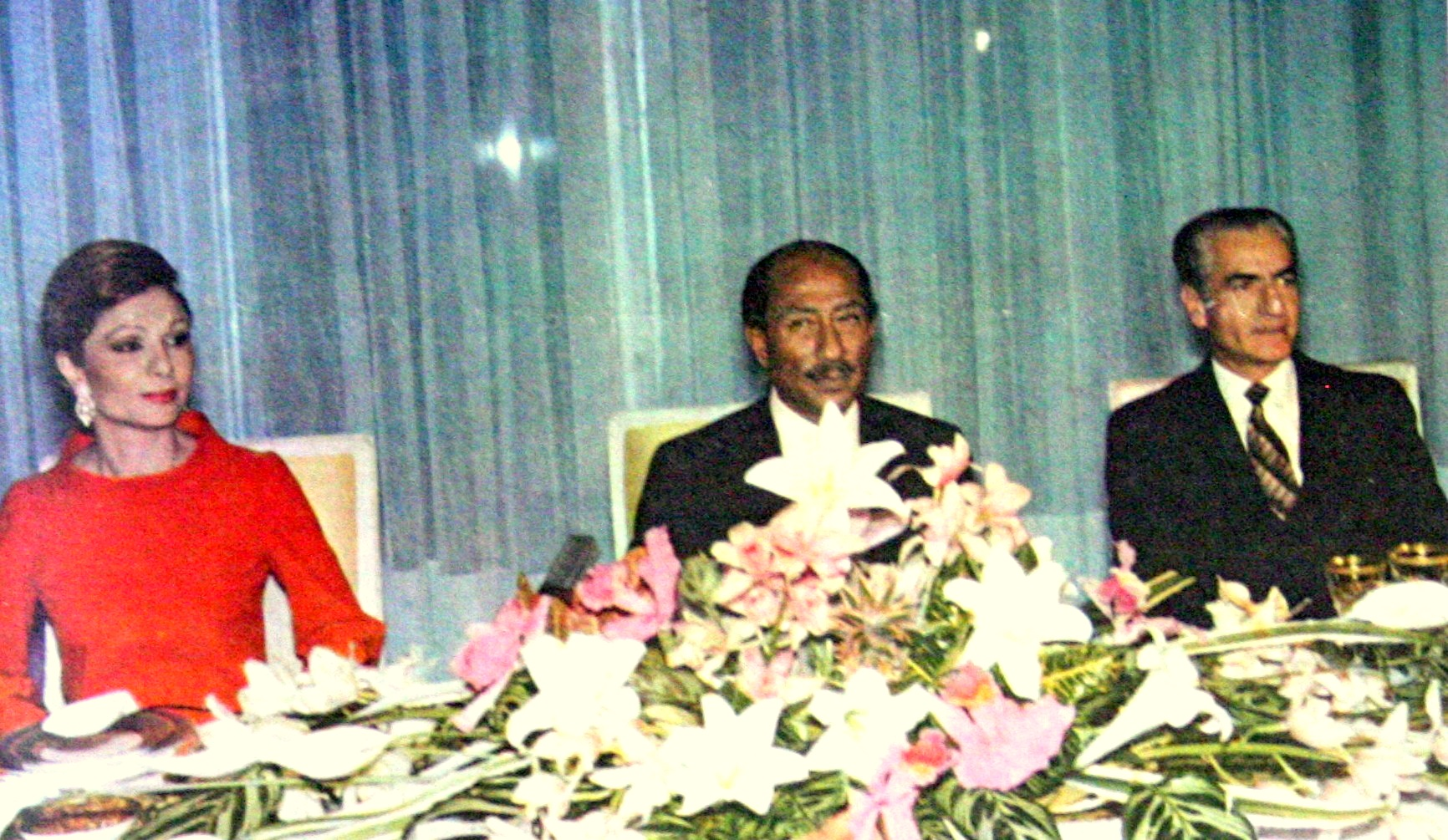
Anouar el-Sadate entouré par le shah Mohammad Reza Pahlavi et son épouse Farah Diba en 1975

L'Égypte et l'Iran ont rompu leurs relations diplomatiques en 1980, année qui fait suite d'une part à la signature des accords de paix entre l'Égypte et Israël et d'autre part, à la révolution islamique en Iran. Le chah Reza Shah Pahlavi en fuite après son renversement lors de la révolution islamique iranienne a été accueilli en Égypte par Sadate dont il était un ami fidèle, ce que Téhéran n’a pas pardonné au Caire.
Ces deux bouleversements politiques ont créé une forte divergence entre les deux États, qui s'est perpétué sous la présidence d'Hosni Moubarak qui considérait l'Iran comme un élément déstabilisateur au Moyen-Orient.
Depuis lors, des volontés de rapprochements entre les deux pays ont été affirmées de part et d'autre, bien qu'ayant été non concluantes jusqu'à présent. En 2004, l'Iran a affiché sa volonté de rétablir ses relations diplomatiques avec l’Égypte, ce à quoi le Caire a répondu qu'un tel rétablissement était "en bonne voie". En septembre 2012, le président égyptien Mohamed Morsi s'est rendu à Téhéran pour le 16e sommet des pays non-aligné, où il s'est entretenu avec son homologue iranien Mahmoud Ahmadinejad. Néanmoins, la question de la reprise de leurs relations diplomatiques n'a pas été abordée.
En 2014, la prise de pouvoir d'Abdel Fattah al-Sissi provoque un rapprochement de l'Égypte de l'Arabie saoudite, Israël et des États-Unis, (tous les trois ennemis de l'Iran), éloignant la perspective d'une reprise des relations entre l'Égypte et l'Iran.
Mais la situation change en février 2023, lorsque l'Arabie saoudite et l'Iran normalisent leurs relations diplomatiques, grâce à de multiples médiations irakiennes et chinoises, tandis que Le Caire s'est entre-temps rapproché de Bagdad, principalement allié arabe de Téhéran. En mai de cette même année, plusieurs sources locales annoncent un rétablissement des relations diplomatiques entre l'Égypte et l'Iran, après plus de 40 ans de rupture.

#### Relations avec la Turquie

##### L'Égypte dans l'Empire ottoman

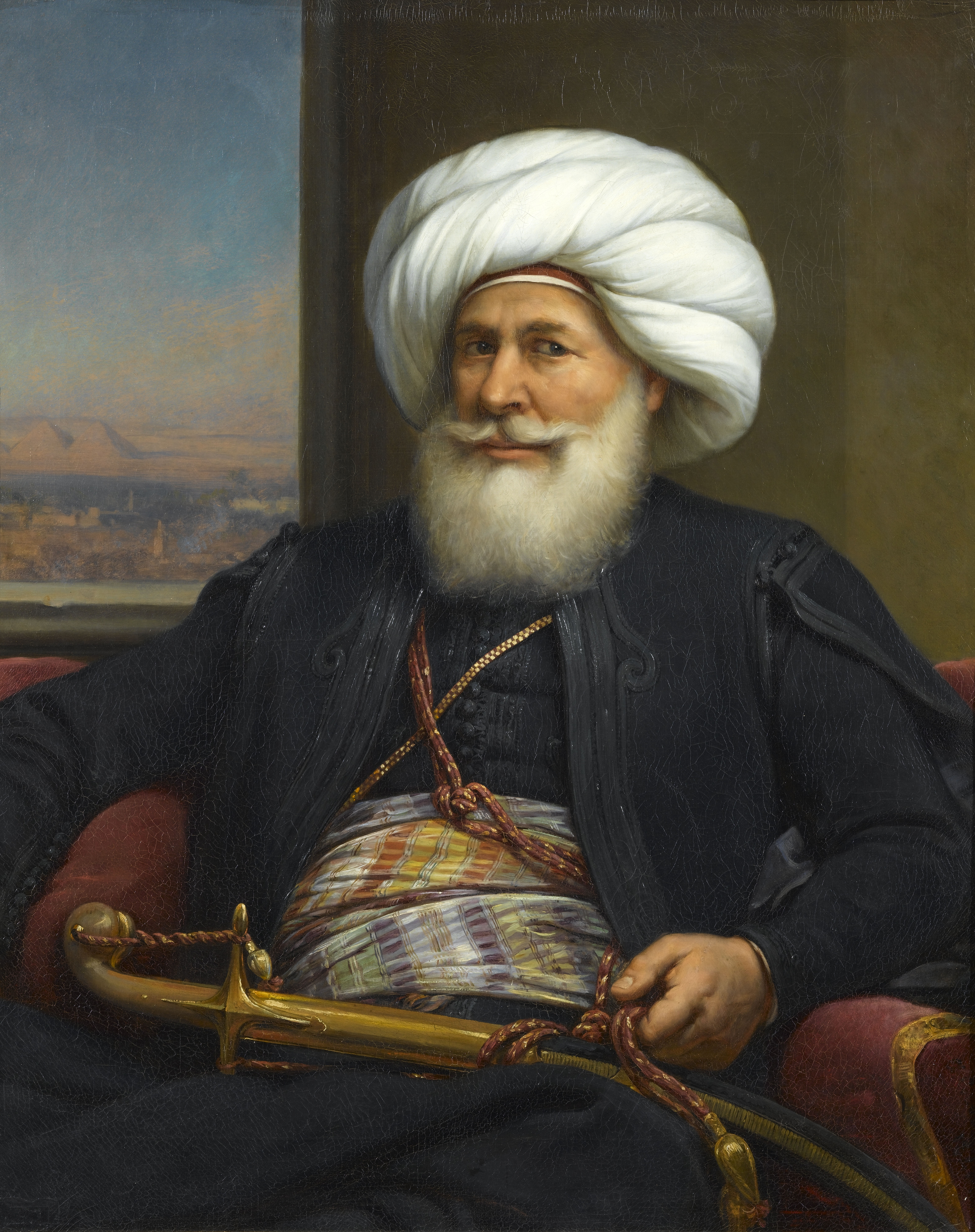
Méhémet Ali, vice-roi d'Égypte de 1804 à 1849, artisan de l’autonomie égyptienne de l'Empire ottoman

L'Égypte a été annexée par les Turcs et intégrée à l'Empire ottoman à partir de 1517, après la prise du Caire par le sultan Selim Ier à la suite de sa victoire face au sultan mamelouk Touman Bey à la bataille de Ridaniya. L'Égypte est restée sous influence ottomane pendant plus de trois siècles, jusqu'à son indépendance au début du XIXe siècle.
En 1805, Méhémet Ali s’installe au pouvoir avec l’aval des Ottomans, réforme en profondeur le pays et le dote d’une large autonomie. L'Égypte entra en guerre contre l'Empire ottoman en 1831 et remporta une victoire décisive à la bataille de Konya. En 1840, une intervention militaire britannique en faveur de l'Empire ottoman contraint néanmoins Méhémet Ali à rétrocéder une partie des territoires conquis, réduire son armée et démanteler sa marine. À la suite de cette guerre, l'Égypte passa peu à peu sous influence britannique, allant jusqu'à devenir un protectorat britannique entre 1882 et 1922.
Pendant la Première Guerre mondiale, l'Égypte sous influence britannique devient un théâtre d'affrontements entre les armées britanniques et ottomanes lors de la Campagne d'Afrique du Nord, remportée par les Britanniques.

##### De l'indépendance d'Égypte jusqu'aux printemps arabes
Pendant la guerre froide, les deux pays ont entretenu des relations bilatérales fortes, étant tous deux proches des États-Unis (la Turquie membre de l'OTAN l'était davantage) en occupant une position de médiateur dans le conflit israélo-palestinien depuis 1979.
En 1996 et 2000, la Turquie et l'Égypte signent plusieurs accords gaziers prévoyant la livraison de gaz égyptien à la Turquie, la construction d'un gazoduc entre les deux États, et la participation d'entreprises turques à l'exploitation champs pétrolifères et gaziers en Égypte. En 2003 toutefois, l'arrivée du parti islamiste AKP au pouvoir en Turquie est froidement accueillie par Hosni Moubarak en raison de sa proximité avec les frères musulmans en Égypte, mais le nouveau régime turc fait de son intégration dans le monde arabe une priorité, et Hosni Moubarak s'en accommode. En novembre 2010, la Turquie et l'Égypte mettent en place un « conseil de coopération stratégique de haut niveau » pour renforcer leurs relations politiques et économiques. Deux mois plus tard, après le renversement d'Hosni Moubarak lors du printemps arabe, le président turc Recep Tayyip Erdoğan est reçu en grande pompe au Caire, où il s’exprime à la Ligue arabe. 

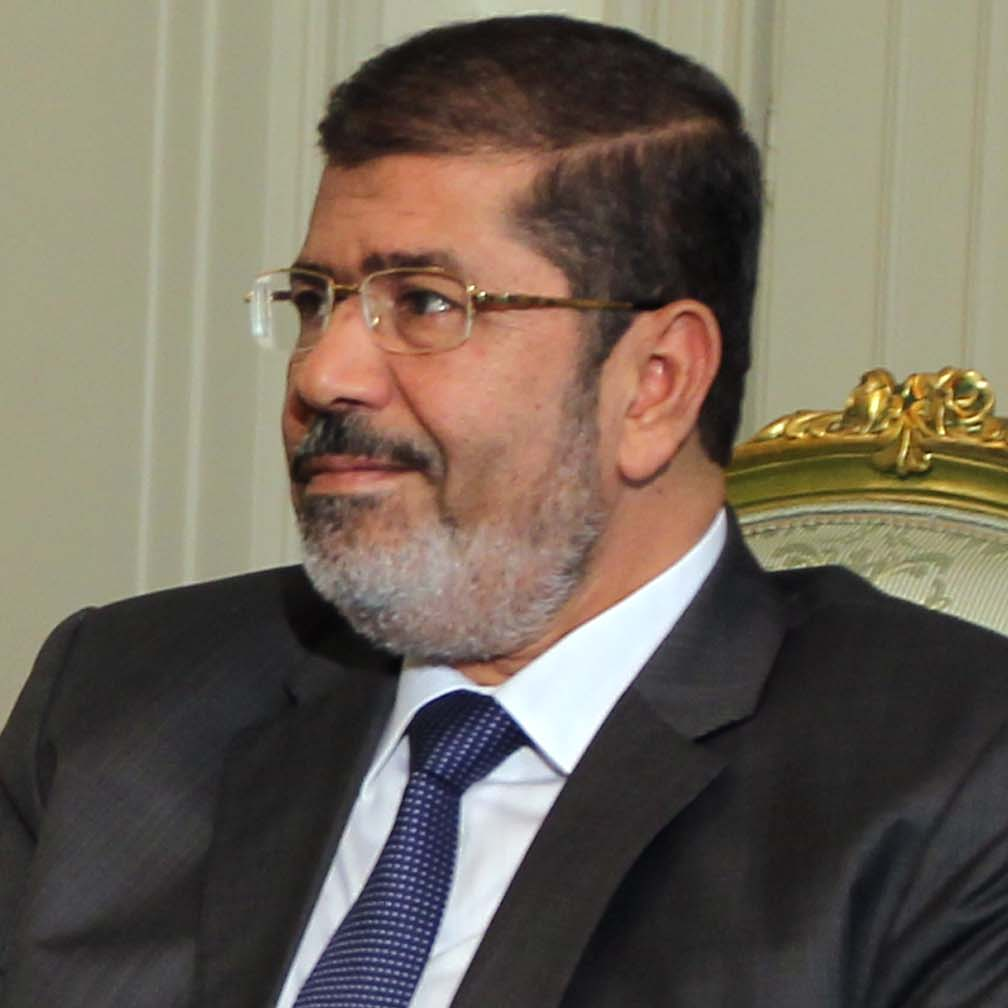
Mohamed Morsi, président égyptien de 2012 à 2013,

Les deux États connaissent un rapprochement inédit après l'élection de Mohamed Morsi le 30 juin de 2012, issu de l'organisation des Frères musulmans. En septembre 2012, la Turquie accorde un prêt d'un milliard de dollars à l'Égypte.
Néanmoins, le mandat de Mohamed Morsi ne dure qu'un an, et prend fin lors de son renversement le 3 juillet 2013, ce qui provoque de fortes dégradations des relations bilatérales entre l'Égypte et la Turquie. Le gouvernement turc condamne sans ménagement ce qu’il n’hésite pas à qualifier de « coup d’État », et la répression féroce qui s’ensuit, notamment le massacre de la place Rabia-El-Adaouïa visant des membres et partisans des frères musulmans.   
En novembre 2013, les relations turco-égyptiennes sont « gelées » sans être officiellement rompues leurs deux ambassadeurs étant mutuellement expulsés sans pour autant que leurs ambassades ferment.

##### Rupture depuis l'accession au pouvoir d'Abdel Fattah al-Sissi
Les années suivantes, les divergences turco-égyptiennes s'incarnent par le changement de politique étrangère opéré par Abdel Fattah al-Sissi à la suite duquel les deux pays s'opposent dans la plupart des conflits régionaux, soutenant notamment des belligérants ennemis en Syrie et en Libye. La Turquie se rapproche également de l'Éthiopie, en conflit avec l’Égypte sur le difficile dossier du partage des eaux du Nil. On peut enfin y ajouter la crise du Golfe de 2017 durant laquelle un embargo est décrété par plusieurs pays arabes, notamment l'Égypte contre le Qatar (accusé de soutenir les frères musulmans), soutenu par la Turquie et l'Iran qui deviennent ses principaux alliés. Ainsi, deux camps se forment au Moyen-Orient où la rivalité turco-égyptienne reflète la rivalité irano-saoudienne, elle-même exacerbée depuis la rupture de leurs relations diplomatiques à la suite de la bousculade du Hajj en 2015 (lors de laquelle la majorité des victimes sont iraniennes) et l’exécution de l'ayatollah chiite saoudien Nimr Baqr al-Nimr. 
Durement réprimés par Abdel Fattah al-Sissi, plusieurs membres égyptiens des frères musulmans trouvé refuge en Turquie, tandis qu'en juin 2019, Erdoğan accuse les « tyrans au pouvoir en Égypte » d’être responsables de la mort de Mohammad Morsi, maintenu à l’isolement en prison après son reversement. Parallèlement, la ville turque d'Istanbul offre un refuge aux principaux médias égyptien d'opposition en exil : el-Sharq, une chaîne libérale propriété de l’opposant Ayman Nour, Watan, l’organe des Frères musulmans, et Mekameleen, une chaîne indépendante proche de la mouvance islamiste. 

##### Apaisement à partir de 2021
Néanmoins, en début d'année 2021, le gouvernement turc change radicalement de ton vis-à-vis de l'Égypte, en raison de plusieurs facteurs :  
- La forte baisse en intensité des guerres civiles en Syrie et en Libye ou Ankara et Le Caire soutiennent des camps opposés[21] ;
- La découverte d’importants gisements de gaz naturel Méditerranée orientale (principalement le gisement de Zoh) qui attise les convoitises, et oblige les pays limitrophes à négocier[65] ;
- La fin de l'embargo arabe contre le Qatar en janvier 2021[21] ;
- L'accession à la présidence américaine de Joe Biden en janvier 2021, beaucoup moins favorable à Erdoğan que son prédécesseur Donald Trump, obligeant celui-ci, toujours dépendant des États-Unis dans l'OTAN, à modérer sa rhétorique agressive et expansionniste[21] ;

À noter enfin que malgré cette brouille diplomatique, les échanges entre l'Égypte et la Turquie n'ont jamais cessé, ces derniers passant même de 4,4 milliards de dollars en 2007 à 11,1 milliards de dollars en 2020.  
En mars 2021, le ministre turc des Affaires étrangères Mevlüt Çavuşoğlu déclare que la Turquie est prête à négocier un accord de délimitation maritime avec l'Égypte, alors qu'Ankara cherche à rompre son isolement régional, se sentant exclue des négociations sur ces questions. En effet, le Forum du gaz de la Méditerranée orientale créé en septembre 2020, comprend l’Égypte, la Grèce, l’Italie, Chypre, Israël, la Jordanie et les territoires palestiniens, mais pas la Turquie. 

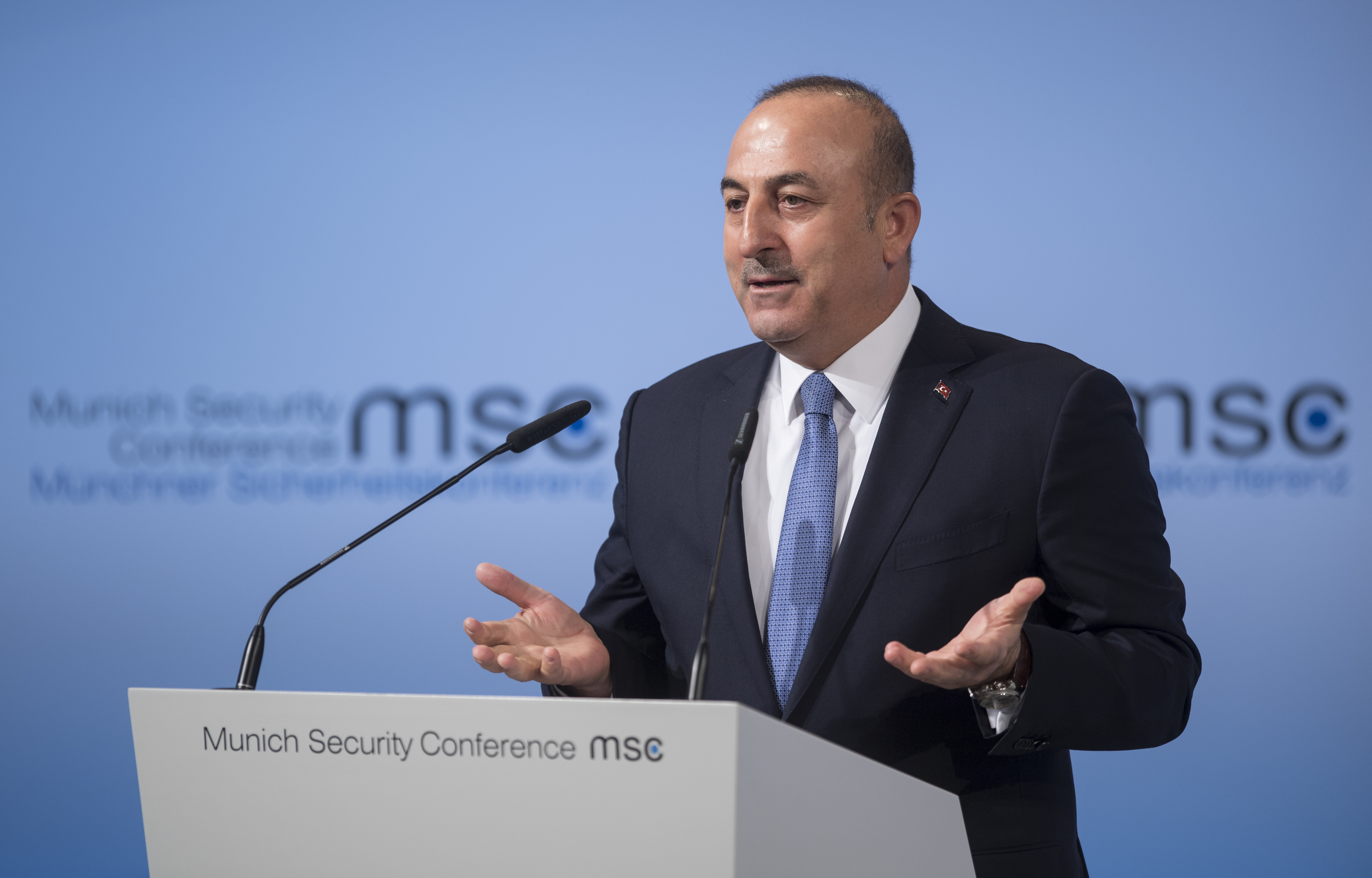
Mevlüt Çavuşoğlu, Chef de la Diplomatie turque depuis 2015

Malgré le changement de ton de la Turquie, peu d’analystes parient sur le réchauffement immédiat des relations turco-égyptiennes, alors que Le Caire pourrait exiger d’Ankara la fin de son soutien aux Frères musulmans, concession inacceptable pour le président turc. Prudent, le ministre égyptien des Affaires étrangères Sameh Choukri déclare : « Si nous constations un vrai changement dans la politique (étrangère) turque, s’alignant sur l’Égypte pour stabiliser la région, cela pourrait jeter les bases de liens restaurés. Les mots ne suffisent pas, ils doivent être confirmés par des faits. ». Seul le ministre égyptien de l’information Osama Heikal se réjouit des initiatives d’Ankara, et recommandant aux médias de son pays d’adoucir leur rhétorique à l’égard de la Turquie.
Le 26 mars, à la suite de l'échouement du porte-conteneurs Ever Given bloquant le trafic maritime sur canal de Suez, le ministre turc des Transports et des Infrastructures Adil Karaismailoglu propose d'envoyer un remorqueur pour le tracter, sans réponse officielle du gouvernement égyptien.
Début mai, une délégation turque menée par le ministre des Affaires étrangères Mevlüt Çavuşoğlu se rend au Caire dans le but d’amorcer le début d’un réchauffement des relations. Un communiqué officiel égyptien indique que ces discussions doivent « porter sur les mesures nécessaires à une normalisation des relations aux niveaux bilatéral et régional ». Mais la méfiance réciproque est forte, attisée par huit ans d’hostilité manifeste. Ainsi, Amr Adib, présentateur favorable au président égyptien, déclare avec prudence : « Si on parvient à une entente durant les discussions alors tant mieux, sinon c’est bien aussi ». 
En novembre 2022, à l'occasion de la Coupe du monde de football organisée au Qatar, les dirigeants des deux États Abdel Fattah al-Sissi et Recep Tayyip Erdoğan se rencontrent et échangent une poignée de main chaleureuse. Début février 2023, à la suite du séisme meurtrier frappant le sud de la Turquie et le nord de la Syrie, le chef de la diplomatie égyptienne Sameh Choukri se rend en Turquie en signe de solidarité, tandis que l’Égypte envoie plus de 650 tonnes d’aide humanitaire aux populations impactées. Le mois suivant, le chef de la Diplomatie turque Mevlüt Çavuşoğlu se rend au Caire et rencontre son homologue égyptien Sameh Choukri. Les deux hommes disent préparer une rencontre entre leurs chefs d'État Abdel Fattah al-Sissi et Recep Tayyip Erdoğan pour sceller la fin d'une décennie de brouille entre les deux pays. 
En février 2024, la réconciliation turco-égyptienne est officialisée par la visite du président turc Recep Tayyip Erdoğan au Caire, où il rencontre son homologue Abdel Fattah al-Sissi. Les deux chefs d'État signent plusieurs accords, plaidant pour « une nouvelle étape dans les relations », une augmentation des échanges commerciaux à « 15 milliards de dollars par an sous quelques années ». En réponse à cette visite d'Erdoğan en Égypte, son homologue égyptien Abdel Fattah el-Sissi se rend en septembre 2024 à Ankara où il rencontre le président turc qui le qualifie de « cher frère ». Affirmant vouloir « renforcer leur coopération », les deux dirigeants signent 17 accords couvrant les champs de la défense, de l’énergie et du tourisme. L’élargissement de l’accord bilatéral de libre-échange et la reprise du transport de marchandises entre le port turc de Mersin et égyptien d’Alexandrie sont également envisagés.

## Relations avec le continent africain

### Relations avec les pays du Maghreb

#### Relations avec la Libye
L'Égypte et la Libye ont fait partie de l'Empire ottoman à partir du 16e siècle. La frontière actuelle de 1 115 km qui sépare les deux pays a été tracé après la conquête de la Libye est conquise par l'Italie, par deux traités entre l'Italie et le Royaume-Uni, en 1925 et 1926. 

##### La Libye sous Mouammar Kadhafi

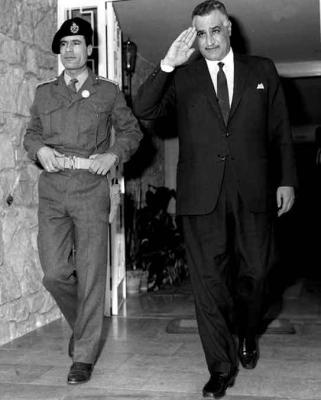
Gamal Abdel Nasser aux côtés de Mouammar Kadhafi en 1969.

En 1969, l'officier libyen Mouammar Kadhafi grand admirateur de Nasser, prend le pouvoir par un coup d'État qui renverse le roi pro-britannique Idris Ier. Les convergences entre Nasser et Kadhafi sont alors totales : tous deux sont socialistes favorables à l'Union soviétique, et nationalistes arabes.
Ainsi dès son arrivée au pouvoir, Kadhafi se distingue par un projet volontariste de concrétisation du panarabisme via l'union de la « nation arabe », avec pour finalité d'effacer les traces de la domination occidentale, persistantes même après la décolonisation. Son panarabisme se mêle d'emblée de panafricanisme et le 27 décembre 1969, la République arabe libyenne signe avec l'Égypte de Nasser et le Soudan de Gaafar Nimeiry une « charte révolutionnaire », dite « Pacte de Tripoli », qui lance le projet d'une fédération, définie comme une « alliance révolutionnaire dont le but est de déjouer les intrigues impérialistes et sionistes ». Lors d'une visite à Benghazi en juin 1970, Nasser apporte à Kadhafi une importante caution idéologique en le présentant comme « le dépositaire du nationalisme arabe, de la révolution arabe et de l'unité arabe ».
Après la mort de son modèle Nasser en septembre 1970, Kadhafi se présente comme l'authentique représentant du nassérisme, bien que ses idéaux islamistes le rendent en réalité assez éloignés de ceux de Nasser.
Le 17 avril 1971 est proclamée l'Union des Républiques arabes, fédération regroupant l’Égypte, la Libye et la Syrie, mais rapidement, le président égyptien Anouar el-Sadate, méfiant face aux surenchères unionistes de Kadhafi qu'il considère comme un « déséquilibré », choisit de s'éloigner de la fédération (avant de s'en retirer officiellement en 1984)..

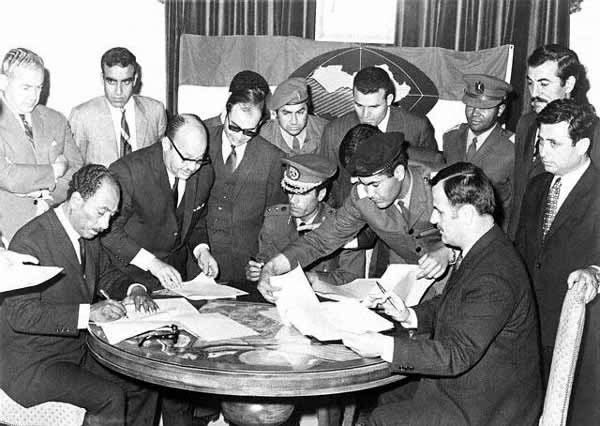
Anouar el-Sadate, Mouammar Kadhafi et Hafez el-Assad signant l'accord de fédération en 1971.

Les relations entre la Libye et l'Égypte se détériorent ensuite, Kadhafi appréciant peu de ne pas être associé à la guerre du Kippour en octobre 1973, ni même informé de l'offensive contre Israël. En 1976, tout en se rapprochant des États-Unis tandis que Kadhafi reste proche de l'Union soviétique, Saddate manœuvre pour isoler la Libye, et signe accord tripartite avec l'Arabie saoudite et le Soudan, alors ce dernier en plein conflit avec la Libye. 
En juillet 1977, un bref conflit frontalier de trois jours éclate entre l'Égypte et la Libye, la « guerre égypto-libyenne ». Celui-ci tourne à l'avantage de l'Égypte qui s'empare de quelques villes frontalières, avant de prendre fin rapidement grâce à une médiation du président algérien Houari Boumédiène et du président de l'OLP Yasser Arafat
Le 5 décembre 1977, le rapprochement entre l'Égypte et Israël (qui débouche sur les accords de Camp David l'année suivante) provoque une rupture des relations entre l'Égypte et cinq États arabes, dont le Libye. L'Égypte est exclue de la ligue arabe en 1979. Cela ne l'empêche pas de soutenir Hissène Habré (qui reçoit d'ailleurs aussi une aide secrète d'Israël) lorsque Kadhafi attaque le Tchad en 1978 menant au « conflit tchado-libyen » qui dure jusqu'en 1987 et se termine par une victoire du Tchad qui reprend contrôle de la bande d'Aozou. Les années suivantes, tandis l'influence égyptienne est croissante sur la scène internationale en raison de son rapprochement simultané avec Israël, les États-Unis, l'Union soviétique (Hosni Moubarak ayant réactivé les relations bilatérales égypto-soviétique en 1981), et la Ligue arabe qu'elle réintègre en 1989, la Libye est de plus en plus isolée, Kadhafi étant accusé de soutenir le terrorisme international et d'être responsable de l'attentat de Lockerbie en 1988.

##### Depuis les printemps arabes
Au début des années 2000, Kadhafi change d'attitude, désireux de se démarquer de Saddam Hussein après l’invasion américaine de l'Irak et de convaincre l'Occident de le considérer comme un allié dans la guerre contre le terrorisme après les attentats du 11 septembre 2001. La réintégration progressive de la Libye sur la scène internationale, marquée notamment par le rétablissement de ses relations les États-Unis et plusieurs pays d'Europe comme la France de l'Italie, crée les conditions d'un rapprochement avec l'Égypte. Parallèlement, en dépit de relations diplomatiques compliquées, l'Égypte est restée dépendante de la Libye pour ses importations pétrolières, tandis que près de 1,5 million de d'Égyptiens travaillent en Libye.
En 2011, les deux pays sont confrontés à d'importants mouvements de contestation dans la vague des printemps arabes, qui conduisent aux renversements de leurs chefs d'État respectifs Hosni Moubarak et Mouammar Kadhafi, ainsi qu'à la mort de ce dernier. Mais contrairement à l'Égypte, la transition politique échoue en Libye, et la révolution est suivie trois ans plus par une guerre civile dans laquelle s'oppose le gouvernement d'union nationale basé à Tripoli à un gouvernement rival basé à Tobrouk, puis à Benghazi. 

Parallèlement en Égypte, Abdel Fattah al-Sissi exerce une forte répression contre l'organisation des Frères musulmans dont est issu son prédécesseur Mohamed Morsi. Cette hostilité envers le mouvement islamiste fait de l'Égypte une alliée objective du maréchal Khalifa Haftar (surnommée le « Sissi libyen »), en lutte pour le pouvoir contre son rival Fayez el-Sarraj, chef d'État reconnu par la communauté internationale, mais dont le contrôle du territoire se limite à Tripoli et ses environs.

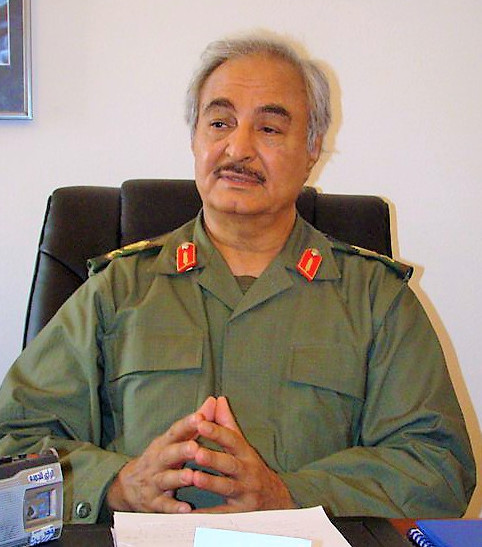
Le général libyen Khalifa Haftar, soutenu par l'Égypte pendant la guerre civile libyenne.

L’Égypte, qui au même moment connaît une insurrection islamiste dans le Sinaï, fournit des armes et des équipements au général Khalifa Haftar, qu’elle perçoit comme le rempart le plus sûr contre les islamistes. Le Caire appelle l’ONU à exempter l’Armée nationale libyenne commandée par Haftar de l’embargo sur les armes en Libye afin de faciliter l’envoi d’armes au général. En 2014, l'Égypte est aussi accusée par Washington d’avoir mené des raids contre des milices islamistes en Libye combattues par Khalifa Haftar.
En avril 2019, celui-ci se rend en Égypte et rencontre le président égyptien Abdel Fattah al-Sissi, qui lui confirme le soutien de l’Égypte dans ses « efforts de lutte contre le terrorisme et contre les milices extrémistes pour assurer la sécurité et la stabilité aux citoyens libyens ». Parallèlement, la participation des soldats égyptiens à la guerre civile libyenne dans les rangs de l'Armée nationale libyenne est révélée par des sources locales, mais sans qu'on puisse vérifier s'ils ont été engagés comme mercenaires ou mobilisés par l'armée égyptienne.
En juillet, alors que les forces du gouvernement de Fayez el-Sarraj soutenues par l'armée turque sont sur le point de prendre la ville de Syrte après l'échec de la tentative de Khalila Haftar de prendre Tripoli, le président égyptien Abdel Fattah al-Sissi averti que la prise de cette ville causerai une intervention militaire de l'Égypte. Le gouvernement de Tripoli lui rétorque que cette menace constitue une « déclaration de guerre ». La semaine suivante, le parlement égyptien donne son accord pour une possible intervention en Libye. Mais la tension retombe le mois suivant lorsque les belligérants ennemis annoncent un cessez-le-feu qui stabilisent les lignes de front, et la tenue d'élections libres en mars 2021.
En février 2021, le président égyptien Abdel Fattah al-Sissi reçoit au Caire le nouveau Premier ministre libyen intérimaire Abdulhamid Dbeibeh et réaffirme son soutien au pays dans sa quête de stabilité. L'Égypte fait également part de son intention de rouvrir son ambassade à Tripoli, reconnaissant ainsi les nouvelles autorités libyennes. 
Le mois suivant, à la suite du vote du Parlement libyen confirmant la nomination d'Abdulhamid Dbeibeh au poste de Premier ministre, le ministre égyptien des Affaires étrangères Sameh Choukri salue une décision allant « dans le sens d'une avancée vers la stabilité, la protection de la sécurité et de la souveraineté de la Libye ». Abdelhamid Dbeibah qualifie l'Égypte de « puissance alliée et amie ».

#### Relations avec l'Algérie
L'Algérie et l'Égypte ont des relations bilatérale historiquement fortes et amicales, remontant à l'appui apporté par Nasser au Front de libération nationale algérien pendant la guerre d'Algérie entre 1954 et 1962. Àla suite de cette guerre l'Algérie obtient son indépendance de la France quelques années après la crise du canal de Suez, qui avait également marqué l'émancipation de l'Égypte des influences occidentales.

Les années suivantes l'indépendance, le premier président Ahmed Ben Bella noue des relations fortes avec Gamal Abdel Nasser, tous deux amis de longue date étant fervent défenseur du panarabisme.

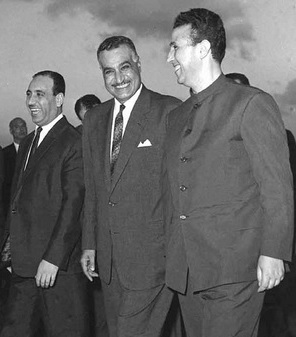
Le Président égyptien Gamal Abdel Nasser recevant le Président Algérien Ahmed Ben Bella pour le sommet de la Ligue arabe à Alexandrie, en 1964.

Ahmed Ben Bella est néanmoins renversé après trois ans passés au pouvoir lors du coup d'État de 1965 mené par son vice-président Houari Boumediene qui prend le pouvoir. Cet événement provoque une détérioration de quelques mois des relations entre l’Algérie et l'Égypte, mais celles-ci reprennent lorsque Conseil de la révolution en Algérie confirme que la politique socialistes et tiers-mondistes menée par Ahmed Ben Bella.
En 1966, les deux chefs d'État se rencontrent au Caire pour promouvoir leur coopération économique, tandis que Houari Boumédiène assure Gamal Abdel Nasser du soutien de l'Algérie en cas de guerre avec Israël.
L'Algérie joue effectivement un important rôle de combat à la fois dans les guerres israélo-arabes de 1967 et de 1973 en envoyant des armes, financements et d’importants renforts à l'armée égyptienne. Le chef d'État major égyptien Saad El Shazly se rend en Algérie en février 1972, et rencontre le président Houari Boumédiène pour organiser la participation algérienne à l'offensive arabe lors de la guerre du Kippour. Celui-ci lui déclare : « Lorsque la guerre éclatera, nous enverrons chaque soldat que nous pourrons afin de combattre aux côtés de nos frères égyptiens. ». Ceux-ci participent aux combats mais sans avoir d'impact sur le cours de la guerre, qui prend fin rapidement sous pression des Nations unies, de l'Union soviétique et des États-Unis.
Néanmoins, les relations entre les deux États se détériorent fortement les années suivantes, à la suite des traités de paix signés entre l'Égypte et Israël, provoquant l’expulsion de l'Égypte de la Ligue arabe. La rupture dure plus d'une décennie, et ce n'est qu'en 1988 que leurs relations diplomatiques bilatérales reprennent.
En 2014, c'est en Algérie qu'Abdel Fattah al-Sissi effectue sa première visite à l'étranger à la suite de son élection à la présidence égyptienne, où il rencontre le président algérien Abdelaziz Bouteflika, réélu pour un quatrième mandat quelques mois plus tôt. Les deux chefs d'État font part de leurs préoccupations convergentes quant à la situation sécuritaire de la région, marquée par la guerre civile en Libye, située entre l'Algérie et l'Égypte.

#### Relations avec le Maroc

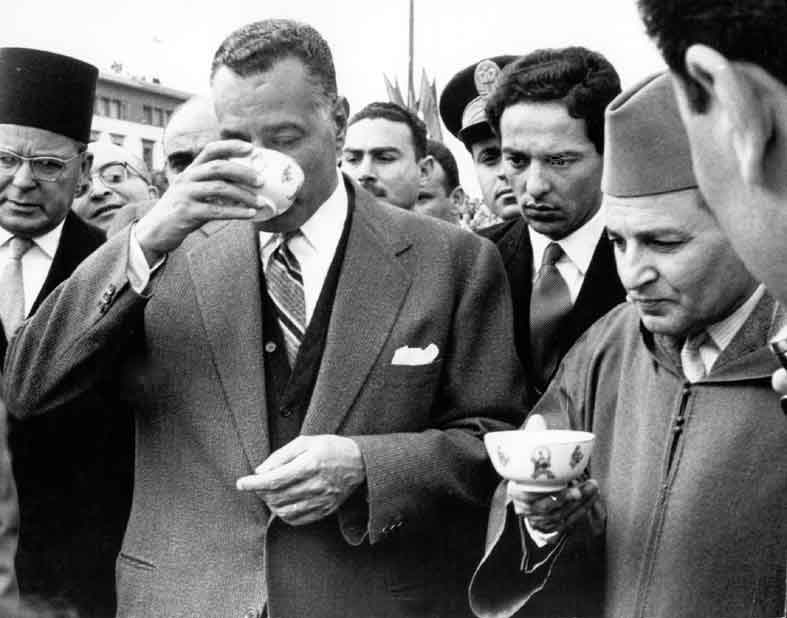
Rencontre entre Nasser et le roi du Maroc Mohammed V en 1961

En février 1972, le chef d'État major égyptien Saad El Shazly se rend au Maroc pour solliciter un appui militaire au roi Hassan II los d'une offensive contre Israël dans le but de récupérer le Sinaï. Le monarque accepte avec enthousiasme, mais la participation marocaine à la guerre du Kippour est réduite en raison du coup d'État des aviateurs dirigé contre Hassan II en août 1972 qui provoque la mise aux arrêt de la plupart des pilotes marocains. Des troupes terrestres marocaines sont toutefois déployées, notamment dans les chars, tandis une partie est incorporée aux unités syriennes, l'autre est déployée sur le front du Sinaï (cette dernière arrive néanmoins trop tard pour participer aux combats). Au total, 5 500 soldats marocains sont mobilisés en appui de l'offensive égyptienne contre Israël, qui dure entre 6 et le 25 octobre 1973.
Mais la contribution marocaine à l'issue de la guerre du Kippour est selon certains analystes, essentiellement diplomatique. En effet, contrairement aux autres pays de la coalition arabe, le Maroc était un proche allié des États-Unis et Washington, craignant de le perdre en cas de victoire total d'Israël (armée par les Américains), s'est joint à l'Union soviétique pour exiger rapidement la fin des combats.
Après les accrod de Camp David en 1978, le Maroc est le seul État arabe ayant participé à une guerre contre Israël à refuse de rompre ses relations avec l'Égypte, que le virage pro-américain aligne sur la politique étrangère du royaume chérifien. 

#### Relations avec la Tunisie
Lors de son indépendance de la Tunisie obtenue de la France en 1956, le président tunisien Habib Bourguiba établit les premières relations diplomatiques du pays en faisant nommer quatre ambassadeurs : Sadok Mokaddem en Égypte, Taïeb Sahbani au Maroc, Ameur Mokni en Libye et Taïeb Annabi en Arabie saoudite.
Néanmoins, les relations entre la Tunisie et l'Égypte sont particulièrement tendues, Nasser reprochant à son homologue tunisien de rejeter son projet panarabe et de garder une politique étrangère pro-occidentale. L'indépendance tunisienne de la France, obtenue par la négociation et permettant à le France de garder plusieurs bases militaires sur le territoire utilisées contre l'insurrection indépendantiste algérienne, est vécue comme une trahison par le FLN soutenu par l'Égypte.
Après avoir fait adhérer la Tunisie à la Ligue arabe en 1958, Habib Bourguiba s'en retire la même année et rompt ses relations diplomatiques avec l'Égypte à la suite d’une tentative d’assassinat contre lui préparée à partir du Caire où Salah Ben Youssef, son principal opposant a trouvé refuge sous protection de Nasser (il sera toutefois assassiné en Allemagne trois ans plus tard). 
En 1961, la crise de Bizerte, provoquée par d'importantes manifestations de al population tunisienne contre la dernières base militaire française du pays située à Bizerte, connait un lourd bilan de plusieurs milliers de victimes chez les manifestants abattus par les soldats français. Choqué par ces débordements et décidé à en finir avec la présence française en Tunisie, Habib Bourguiba dépose une plainte au Conseil de sécurité de l’ONU, qui conduit à une résolution contre la France de l'Assemblée générale, alors présidée par le tunisien Mongi Slim.Nasser apporte avec éclat son soutien à son vieil adversaire qui s’est enfin opposé à la France, et rétablit les relations diplomatiques avec la Tunisie qui réintègre par la même occasion le giron arabe. 
Mais les deux chefs d'État gardent d'importantes divergences, comme l’attitude à avoir vis-à-vis d'Israël, avec qui Habib Bourguiba, vingt ans avant le président égyptien Anouar el-Sadate, préconise la normalisation des relations, bien que soutenant très activement la cause des Palestiniens qu'il consièdre, à l'instar de tous les Arabes colonisés, victimes d’une injustice historique. Lors d'une tournée au Proche-Orient, il rencontre Nasser au Caire en février 1965, Nasser, puis se rend dans un camp de réfugiés palestiniens à Jéricho le 3 mars 1965 où il prononce un discours énonçant que « la politique du tout ou rien n'avait mené en Palestine qu'à la défaite ». Il souligne également que cette politique implique la responsabilisation du peuple palestinien qui doit prendre en charge sa cause nationale et donc la « désarabisation » de la question palestinienne. Deux ans plus tard, la guerre des Six Jours éclate entre l'Égypte en Israël.provoquant d'importantes manifestations antisémites en Tunisie et l'incendie de la grande synagogue de Tunis.
En 2011, les chefs d'État tunisien et égyptien Zine el-Abidine Ben Ali (successeur d'Habib Bourguiba en 1987) et Hosni Moubarak font face tous les deux face à d'importants soulèvements populaires dans le sillage des printemps arabes, provoquant leurs renversements.
En octobre 2019, le juriste Kaïs Saïed, grand admirateur d'Abdel Fattah al-Sissi bien que n'ayant jamais été militaire, est élu à la présidence de la Tunisie. Les deux chefs d'État s'emploient à renforcer la relation entre leurs pays et se rencontrent au Caire en avril 2021 lors d’une visite axée sur la coopération stratégique et géopolitique. Tous deux partagent des objectifs communs, notamment sur la Libye, pays avec lequel l’Égypte et la Tunisie partagent une frontière, où les deux pays souhaitent obtenir le départ des troupes turques, et sur le partage des eaux du Nil entre l’Égypte et l’Éthiopie. Au sujet du projet de barrage de la Renaissance,le Président tunisien affirme son soutien à l'Égypte en déclarant : « Nous voulons des solutions justes mais pas au détriment de l’Égypte et de notre nation arabe ».
En juillet 2021, Kaïs Saïed annonce le gel des activités du Parlement, où le parti islamiste Ennahda, proche des frères musulmans considérés comme une organisation terroriste en Égypte, est la principale formation politique. Cette décision est perçue d’un œil favorable par Le Caire, où le ministre égyptien des Affaires étrangères Samer Choukri déclare faire « entièrement confiance à la sagesse de la direction politique en Tunisie et à sa capacité de gérer la situation, de répondre aux demandes et aux aspirations du peuple tunisien ».

### Relations avec l'Afrique subsaharienne

#### Relations avec l’Éthiopie
Entre l’Éthiopie et l’Égypte, les relations ont connu plusieurs pics de tension à propos de l'exploitation du Nil qui traverse ces deux pays.
En 1875, l'Égypte et l'Éthiopie se sont affrontées en partie à cause d'une controverse relative au Nil et en 1978, le président Anouar el-Sadate avait menacé son homologue éthiopien, le général Mengistu, de représailles s'il se mettait en tête de retenir une partie des eaux du fleuve.
Depuis le milieu des années 1990, les relations se sont dégradées à propos du barrage de la Renaissance. Ce projet est lancé en 1995 à l'initiative de l’Éthiopie pour développer l'agriculture irriguée et le potentiel hydroélectrique du pays. L'Égypte redoute qu'une redistribution des eaux du Nil ne la transforme à terme en désert.
Entre le début du chantier en 2011, et 2019, les négociations se succèdent sans permettre de résoudre les désaccords entre les pays.
En mars 2021, depuis le Soudan où il est en visite, le président égyptien Abdel Fattah al-Sissi critique l’intention de l’Éthiopie de procéder à la seconde phase de remplissage du mégabarrage sur le Nil. En juillet 2023, le Premier ministre éthiopien, Abiy Ahmed se rend au Caire et rencontre le président égyptien, Abdel Fattah al-Sissi. Leur rencontre est axée sur la recherche d'une sortie de crise au Soudan, voisin des deux pays, en guerre civile depuis trois mois.

#### Relations avec le Soudan

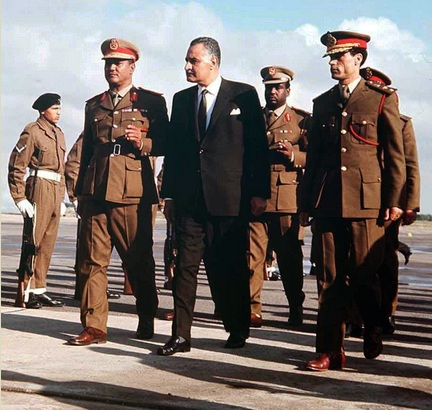
Nasser, entouré par les chefs d'État soudanais Gaafar Nimeiry (à gauche) et libyen Mouammar Kadhafi (à droite) à l'aéroport de Tripoli en 1969.

Les territoires du Soudan et de l'Égypte sont séparés par une frontière d'environ 1 300 kilomètres. Les deux pays se disputent le triangle de Hala'ib situé à l’extrême nord-est du Soudan, sur le littoral de la mer Rouge, contrôlé par l'Égypte, mais revendiqué par le Soudan. En dépit de la querelle frontalière entre les deux États depuis l’indépendance du Soudan, le territoire était resté totalement ouvert à la circulation des personnes et des biens des deux pays. 
Malgré ce différend frontalier, les deux États réaffirment régulièrement la force des liens historiques qui les unissent et soulignent que cette question ne saurait envenimer leurs relations.
En avril 2019, à la suite de la révolution soudanaise menant au reversement du gouvernement islamiste d'Omar el-Bechir, le ministre égyptien des Affaires étrangères fait part de sa "totale confiance" dans la capacité du peuple soudanais et de l'armée à gérer cette transition, pour parvenir à "la stabilité, la prospérité et le développement.
En 2020, le Soudan et l'Égypte font front commun contre l’Éthiopie, inquiets des conséquences pour leur approvisionnement en eaux via le Nil, du barrage de la Renaissance. Leurs deux armées mènent des manœuvres militaires conjointes dans le nord du pays Soudan, « les Aigles du Nil 2 ». Malgré la rhétorique belliqueuse du Président égyptien Abdel Fattah Al-Sissi, déclarant en conférence de presse « Personne ne peut se permettre de prendre une seule goutte d’eau de l’Égypte, sinon la région connaîtra une instabilité inimaginable », la ministre soudanaise des Affaires étrangères Mariam al-Mahdi déclare : « Il n’est pas question de parler d’option militaire. Nous parlons ici d’options politiques ».

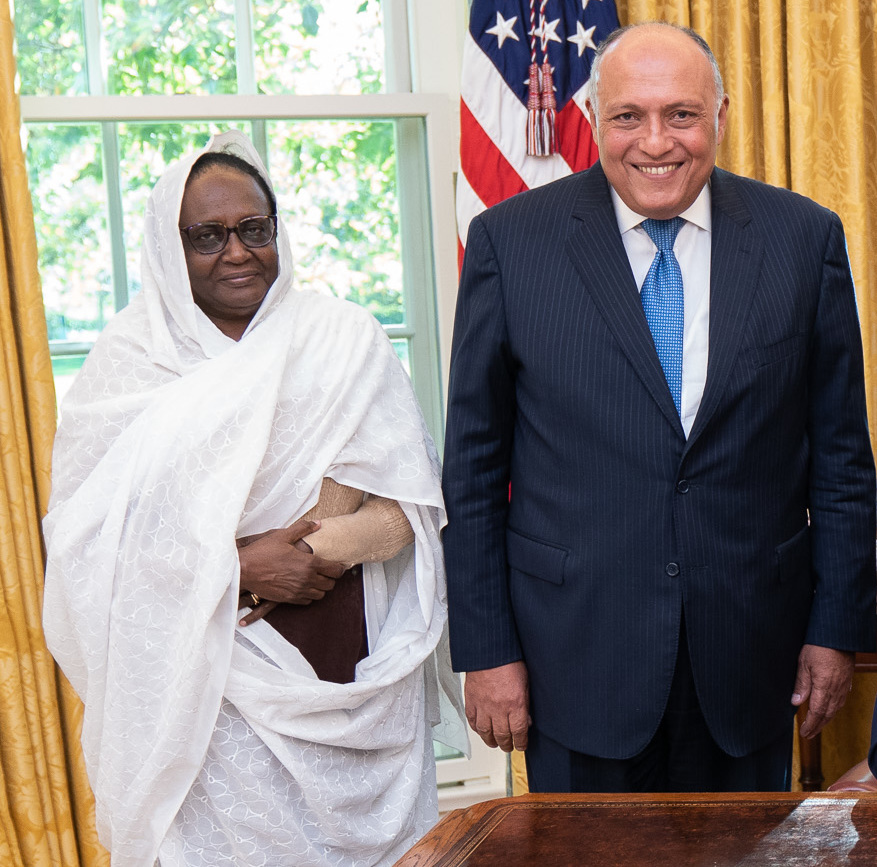
La ministre des Affaires étrangères du Soudan Asma Mohamed Abdallah et son homologue égyptien Sameh Choukri à la Maison Blanche en novembre 2019

En mars 2021, le président égyptien Abdel Fattah al-Sissi se rend au Soudan marquant la première visite d'un chef d'État égyptien depuis le changement de régime au Soudan, et rencontre le chef du Conseil souverain de transition soudanais, le général Abdel Fattah al-Burhan, et le Premier ministre Abdallah Hamdok. 
Les deux gouvernements signent un accord de coopération en matière de défense dans lequel Le Caire s’engage à répondre aux besoins de l’armée soudanaise et à renforcer ses capacités de combat. Le mois suivant, des manœuvres communes réunissant leurs armées de terre, marines et aviations se déroulent au Soudan.
En octobre 2021, le général Abdel Fattah al-Burhan s'octroie les pleins pouvoir à la suite d'un coup d'État militaire qui chasse les ministres civils du gouvernement soudanais. Le gouvernement égyptien est soupçonné d'avoir co-organisé ce putsch par de nombreux manifestants soudanais, qui scande dans la rue « Al-Bourhan, Al-Bourhan, retourne chez Sissi », le considérant comme un simple pion manipulé par le président égyptien. Ces soupçons sont fondés par des révélations du le Wall Street Journal, selon lesquelles Al-Bourhan serait allé rendre visite au président égyptien la veille de son putsch., alors que ce dernier, engagé dans un bras de fer avec l'Éthiopie sur la question du Grand Barrage de la renaissance, a plus que jamais d’un pouvoir ami à Khartoum, qui aille dans son sens. Or, les civils aux affaires au Soudan (chassés du pouvoir) étaient eux, plus enclins que les militaires à privilégier la négociation avec Addis-Abeba au sujet du partage des eaux.
À noter enfin que malgré l’insistance de l'administration américaine, le Président égyptien refuse de se joindre à la déclaration du Quartet du 3 novembre appelant au retour du gouvernement de transition au Soudan, ce dernier ayant même tenté de convaincre ses homologues saoudien et émirati de former une coalition soutenant les putschistes face à la pression internationale.
En juillet 2023, trois mois après le début du conflit soudanais opposant l'armée soudanaise aux forces de soutien rapide, l'Égypte, favorable à l'armée d'Abdel Fattah al-Burhan accueille une réunion des pays voisins du Soudan, pour tenter de « mettre fin à l'effusion de sang ».

#### Relations avec la Somalie
En janvier 2024, le président égyptien Abdel Fattah Al-Sissi apporte son soutien à l'intégrité territoriale de la Somalie après la reconnaissance de l'indépendance du Somaliland, région somalienne séparatiste, par l’Éthiopie voisine.

#### Relations avec le Tchad
Pendant le conflit tchado-libyen (1978–1987), le président égyptien Aouar el-Sadate en froid avec son homologue libyen Mouammar Kadhafi depuis la guerre égypto-libyenne (1977) décide de soutenir militairement le Tchad d'Hissène Habré,.
En avril 2005, l'Égyptien Amr Moussa, secrétaire général de la Ligue arabe, rencontre le chef de la diplomatie tchadienne Nagoum Yamassoum. À l'issue de cette entretien, Amr Moussa déclare le Tchad en passe membre observateur auprès de la Ligue arabe.
Depuis 2014, l'Égypte et le Tchad sont des alliés objectifs dans la deuxième guerre civile libyenne, dans laquelle ils soutiennent tous deux le maréchal Khalifa Haftar, et dans la lutte contre l'État islamique auquel des insurgés islamistes situés au Nigeria et dans le Sinaï ont fait allégeance, combattus par les armées égyptienne et tchadienne.
En janvier 2019, la normalisation des relations entre le Tchad et Israël crée une autre convergence entre l'Égypte et le Tchad, qui font tous deux partie des rares majoritairement musulmans à avoir des relations diplomatiques l'État hébreu.
En janvier 2022, le président du Conseil militaire de transition Mahamat Idriss Déby effectue une visite de deux jours en Égypte où il a été reçu par le président Abdel Fattah al-Sissi. Les présidents égyptien et tchadien s'accordent pour renforcer la coopération au niveau politique, économique et militaire, et discutent de la situation tendue en Libye et les conséquences que cela pourrait avoir sur le Tchad et l’Égypte. Parallèlement, les ministres des Affaires étrangères et de la Défense des deux pays conviennent de relancer des accords de coopération diplomatique et au niveau de l’échange de renseignements militaires.

## Relations avec l'Europe

### Relations avec l'Union européenne
L'Égypte et l'Union européenne ont des relations bilatérale historiquement limitées, formelles et cordiales. Celles-ci se réchauffent en 2011 avec le printemps arabe, mais se refroidissent de nouveau après le rétablissement d'un régime autoritaire en 2014.
Les années suivantes, faisant face à la menace du terrorisme islamiste, l'Union européenne et l'Égypte augmente leur coopération à des fins sécuritaires. Une partie des aides financières promises par l'Europe est néanmoins suspendue en raison de violations graves des droits humain par le gouvernement égyptien. L'Union européenne focalise son soutien financier à l'Égypte sur quelques secteurs essentiels comme l’eau, l’énergie, l’accès au financement des PME, les programmes de développement de quartiers informels dans Le Grand Caire.
En novembre 2020, le président du Conseil européen Charles Michel se rend au Caire où il rencontre le président égyptien Abdel Fattah Al-Sissi et déclare que sa visite est destinée à unir les forces de l'Égypte et l'Union européenne pour défendre des valeurs fondamentales.

#### Relations avec la France
La France et l’Égypte partagent une histoire commune riche, à la fois sur les plans politique, économique, et culturel. 

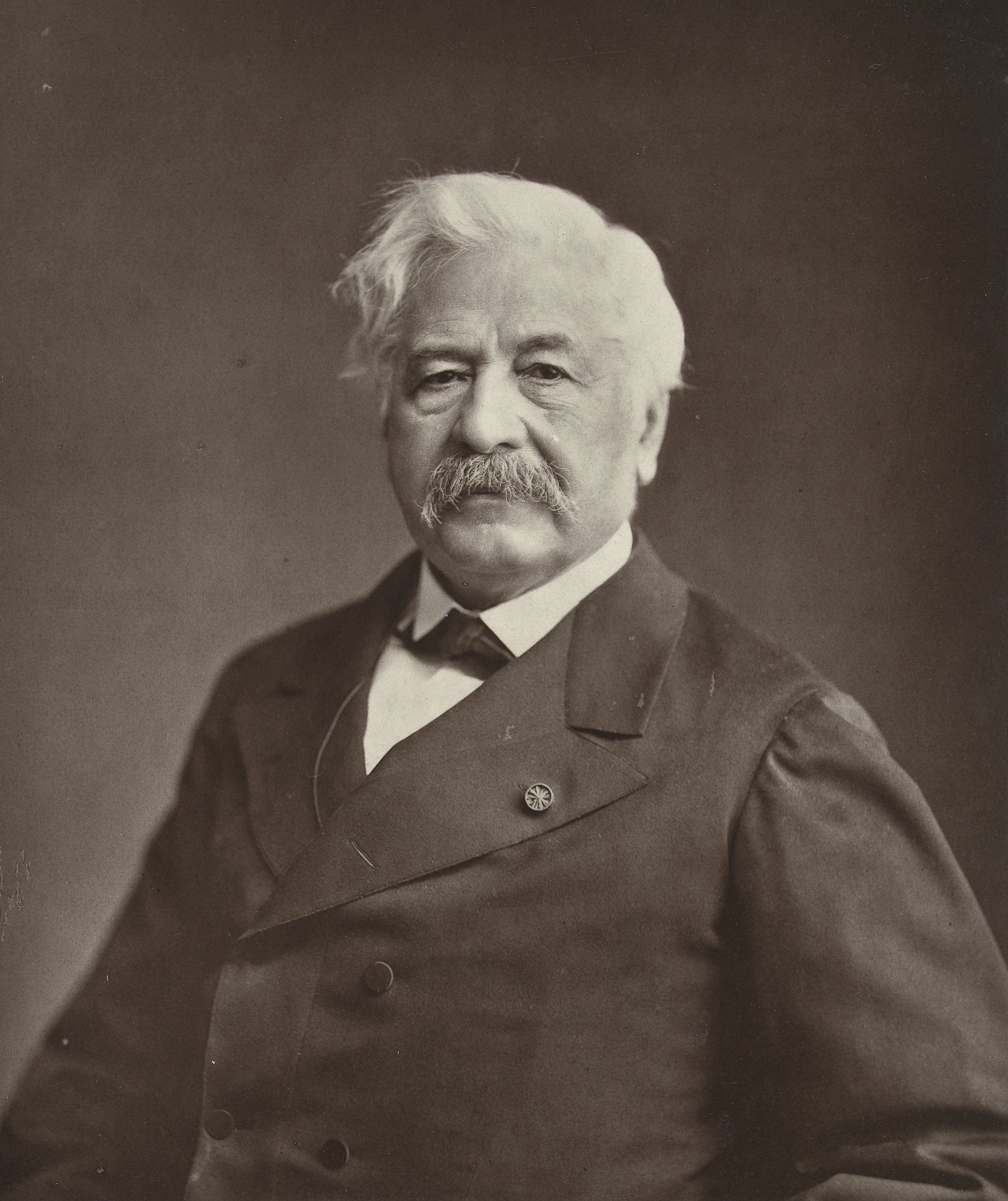
Ferdinand de Lesseps, diplomate et entrepreneur français, principal constructeur du Canal de Suez entre 1859 et 1869

Avec la Grande-Bretagne, la France participe à la construction du canal de Suez dont l'architecte Ferdinand de Lesseps, ami de jeunesse du vice-roi d’Égypte, dirige la construction entre 1859 et 1869 grâce au financement important accordé par la Bourse de Paris. 
Mais la France en perd le contrôle lors de la crise du canal de Suez en 1956, après avoir tenté d'en reprendre le contrôle par la force lors de l'opération mousquetaire. En 1958, la France est le seul pays de l'ONU à na pas reconnaître la République arabe unie, alors formée par l'Égypte, la Syrie et le Yémen.
La France et l’Égypte se rapprochent de nouveau après la guerre des Six Jours en juin 1967, à la suite de laquelle le président français Charles de Gaulle rompt son alliance avec Israël et déploie une politique arabe. Ainsi, sa conférence de presse du 27 novembre 1967 reste célèbre pour sa condamnation de l'ambition « ardente et conquérante » de l'État hébreu dont il se justifie par la suite en disant :   

« La France considérerait comme agresseur celui qui tirerait le premier. Les juifs n'avaient qu'à ne pas tirer les premiers ! Le fait d'aimer ou de ne pas aimer le monde arabe n'a rien à voir dans l'affaire : ce monde arabe existe, et il est présent sur un territoire qui s'étend du Pakistan jusqu'à l'Atlantique. »

Par ailleurs, le Général De Gaulle et Gamal Nasser entretiennent des relations personnelles et amicale fortes, caractérisée par une correspondance épistolaire dans laquelle Nasser fait part de son admiration au Président français, mettant l'accent sur son courage et ses principes.   
Néanmoins, son successeur Anouar el Saddate décide de se tourner vers les États-Unis au détriment de l'Europe et de l'Union soviétique. Mais la France réussit tout de même à tirer des bénéfices de ce revirement égyptien en vendant plusieurs Mirage 2000 grâce à une aide financière octroyée à l'Égypte par l'Arabie saoudite, en plus de l'aide financière et militaire américaine. À partir de 1981, Hosni Moubarak rééquilibre la politique étrangère égyptienne entre les États-Unis, l'Europe et de l'Union soviétique. Pendant ses mandats successifs de 1981 à 2011, il visite la France plus d'une quarantaine de fois.  
En mai 1998, Hosni Moubarak déclare que la France est digne de rester le partenaire de prédilection de l’Égypte, lors d'une visite axée sur les relations économiques bilatérales des deux pays, au cours de laquelle il rencontre une importante délégation de patrons français. Les chefs d'entreprise français présents lors de cette rencontre avec le président égyptien manifestent un intérêt marqué pour les perspectives offertes par l'économie égyptienne, notamment Michel Bon, patron de France Télécom, obtient une licence de téléphonie mobile d'un montant de 562 millions de dollars. Renault Véhicules Industriels, pour sa part, annonce un accord pour la construction en Égypte d'une usine de montage de bus et de camions, d'une capacité annuelle de 1.500 à 2.000 unités.
La France et l’Égypte sont membres de l'Organisation internationale de la francophonie (l'Égypte y adhère en 1983) et de l'Union pour la Méditerranée (fondée en 2008). Lors du renversement d'Hosni Moubarak en 2011, la France est l'un des pays occidentaux qui le soutient le plus longtemps.
Trois ans plus tard, la France et l’Égypte redeviennent des proches alliés après l'arrivée au pouvoir d'Abdel Fattah al-Sissi, qui se rend à Paris en novembre 2014, quelques mois après sa prise de pouvoir, et rencontre son homologue François Hollande au palais de l'Élysée. L'année suivante, la coopération militaire entre les deux États est marquée par la vente historique par la France de 24 avions de combat Rafale à l'Égypte pour un montant de 5,5 milliards d’euros. La même année, la France décide de vendre à l’Égypte deux navires de guerre Mistral initialement destinés à la Russie, dont la vente avait été suspendue en raison de l'annexion de la Crimée.

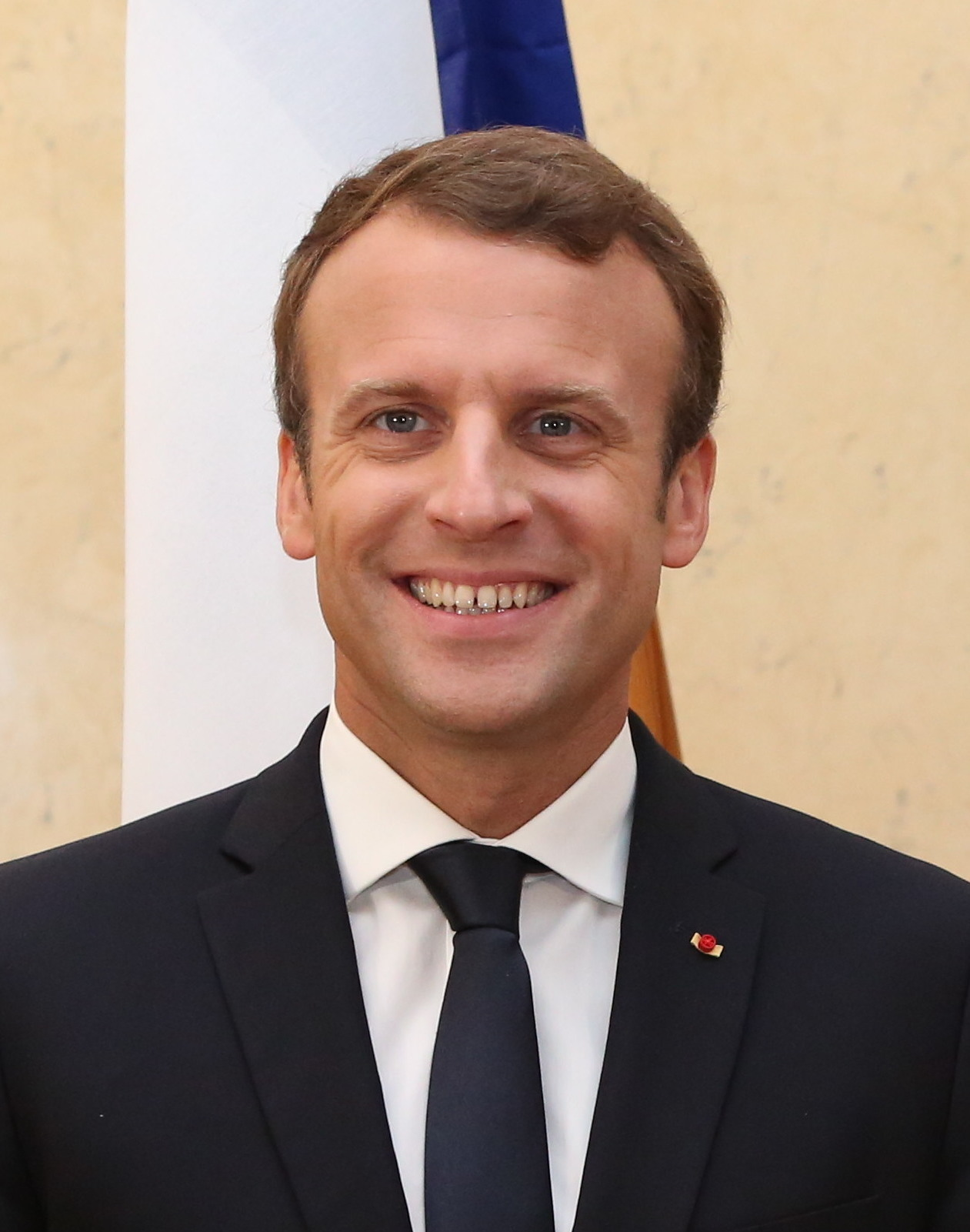
Emmanuel Macron Président de la République française depuis 2017 et personnalité clé des relations franco-égyptiennes

En 2017, le nouveau président français Emmanuel Macron poursuit ce rapprochement en rencontrant à de multiples reprises sont homologue égyptien au Caire et à Paris, ainsi qu'à Biarritz et New York. En 2019, l'armée égyptienne qui contrôle la majeure partie de l'économie, et la RATP signent un contrat d'un milliard de dollars pour l'équipement du métro du Caire. Les deux chef d'État ont des positions convergentes sur la guerre en Libye (soutenant tous deux le général Haftar), l'exploitation des ressources gazières en Méditerranée orientale, et la guerre contre l'État islamique. En janvier 2019, des critiques d’Emmanuel Macron indiquant que la stabilité du pays ne saurait se faire aux dépens des libertés mettent un froid entre les deux pays, et valent à la France l’annulation de juteux contrats. Mais ces tensons s'estompent lors du déplacement d'Abdel Fattah al-Sissi à Paris en décembre 2020 dans un contexte de manifestations contre la France dans plusieurs pays musulmans après l'assassinat du professeur Samuel Paty qui avait montré à ses élèves des caricatures de Charlie Hebdo représentant le prophète Mahomet. Tout en réaffirmant la liberté de caricature comme faisant partie de la liberté d'expression, Emmanuel Macron remercie son homologue égyptien pour son soutien contre une « campagne de haine antifrançaise dans le monde musulman », et lui remet la légion d'honneur,.
En mai 2021, les gouvernements français et égyptiens annoncent une nouvelle vente par Dassault Aviation de 30 avions de combat Rafale à l'armée égyptienne, pour un montant de 3,95 milliards d'euros (incluant des munitions). Le ministère français des Armées salue « une commande qui renforce encore le partenariat stratégique et militaire entre la France et l'Égypte [...] alors que nos deux pays sont engagés résolument dans la lutte contre le terrorisme et œuvrent à la stabilité dans leur environnement régional ».
La semaine suivante, le président français Emmanuel Macron reçoit son homologue égyptien à l'Élysée pour travailler sur une médiation permettant de mettre fin aux affrontements israélo-palestiniens et Cisjordanie et dans le Bande de Gaza.
En août 2021, les chefs d'État égyptien et français se rencontrent de nouveau lors du sommet de Bagdad, axé sur la sécurité et le développement économique dans la région.
Sur l'ensemble de l'année 2021, l'Égypte est le premier client de l'industrie française d'armement à l'exportation avec 4,5 milliards de commandes d'armement français cette année-là, notamment en raison de l'achat des 30 Rafales.

#### Relations avec l'Allemagne
À l'instar de la Grande-Bretagne, des archéologues allemands ont mené d'importantes fouilles archéologiques en Égypte, menant à la découverte en 1912 du buste de Néfertiti par Ludwig Borchardt pour le compte de la Société orientale allemande. Cette pièce archéologique majeure exposée à Berlin depuis 1920 est considérée comme l'équivalent de la pierre de Rosette, à Londres.
Depuis la présentation officielle au public du buste à Berlin en 1924, les autorités égyptiennes n'ont cessé de demander son retour en Égypte, mais les dirigeants nazis, notamment Adolf Hitler et Hermann Göring instrumentalisent cette découverte pour en faire un symbole de l'identité allemande. Le buste de Néfertiti reste à ce jour une icône de la culture berlinoise et attire près d'un million de visiteurs au Neues Museum de Berlin. En 1989, le président égyptien Mohammed Hosni Moubarak, en visite à Berlin, vient voir le buste et déclare qu'il est le « meilleur ambassadeur pour l'Égypte ».
L'Égypte continu de demander régulièrement à l'Allemagne la restitution de ce buste systématique refusée tandis qu'en 2011, le secrétaire d'État à la culture allemand, Bernd Neumann, déclare que « le gouvernement allemand refuserait à l'avenir toute demande de la sorte ».  

#### Relations avec l'Italie
Depuis l’époque de Nasser, les relations entre l’Italie et l’Égypte ont toujours été florissantes, pour des raisons qui ont peu évolué depuis cette période : forte dépendance énergétique de l’Italie vis-à-vis de l’Égypte, richesse relative en hydrocarbures et position stratégique du Caire au Proche-Orient. 

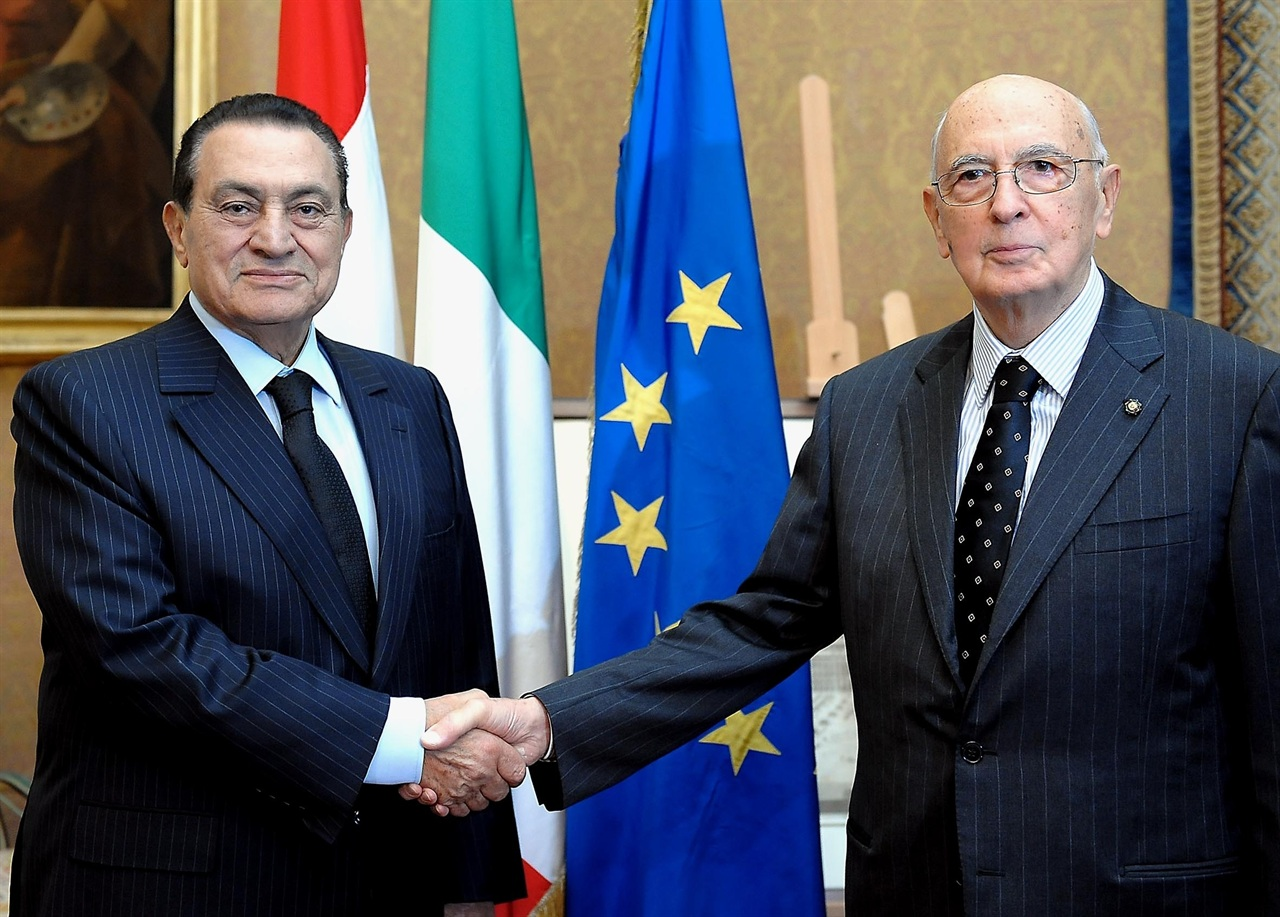
Les présidents égyptien et italien Hosni Moubarak et Giorgio Napolitano en octobre 2009

Depuis 2014 et la prise de pouvoir d'Abdel Fattah al-Sissi, elles se sont globalement renforcées. malgré deux événements dramatiques impactant l'Italie et mettant en cause le pouvoir égyptien : l’assassinat de l'étudiant italien Giulio Regeni au Caire en février 2016 ; et l’arrestation de Patrick Zaki, étudiant égyptien à l’Alma Mater Studiorum de Bologne, en février 2020. Malgré l'indignation provoquée en Italie par ces deux événements, le rapprochement entre Rome et Le Caire s'est poursuivi en raison de leurs fortes interdépendance économiques et géopolitiques.
Sur le plan économique, l’Italie est le deuxième partenaire commercial de l’Égypte en Europe et le quatrième dans le monde derrière les États-Unis, la Chine et l’Allemagne. La collaboration commerciale entre les deux pays recouvre un large éventail de secteurs, dont le principal est l’énergie. En mars 2015, le groupe industriel italien d’hydrocarbures Ente Nazionale Idrocarburi (ENI) signe un accord de 5 milliards de dollars (4 milliards d’euros) destiné à développer les ressources minérales égyptiennes et à arrêter les pénuries d’énergie du pays. Cet accord est suivi en août 2015 par la découverte par l'ENI d’un immense gisement offshore sur la côte égyptienne, le champ de gaz naturel de Zohr. 
Sur le plan stratégico-diplomatique, l’Italie compte sur l’Égypte pour assurer le rôle de garant de la stabilité en Méditerranée et au Proche-Orient, alors que l'Italie est particulièrement affectée par la crise migratoire en Europe en raison de sa position géographique.
Enfin, sur le plan militaire, l’Égypte est depuis 2019 le premier client mondial de l’industrie militaire italienne, à la suite d'un ensemble d’accords et d’échanges développés depuis janvier 2015 — avec la signature d’un nouveau partenariat de défense commune — et intensifiés grâce à l’augmentation progressive de la vente d’équipements militaires et de police, y compris des armes légères et des logiciels de surveillance. En 2019 et 2020, l'Égypte achète à l'Italie deux frégates FREMM et 24 hélicoptères AW149 et 8 AW189

#### Relations avec la Grèce
L'Égypte et la Grèce se rapprochent en 2020, alors que les deux pays sont confrontés à une crise diplomatique inédite avec la Turquie, en raison de ses ambitions expansionnistes. En réponse à un accord conclu à la fin de 2019 par la Turquie avec la Libye pour agrandir ses zones d'exploration d'hydrocarbures en Méditerranée, la Grèce et l'Égypte signent à leur tour en août 2020 un accord bilatéral sur la délimitation des zones maritimes d'exploitation d'hydrocarbures.

### Relations avec le reste de l'Europe

#### Relations avec la Grande-Bretagne

##### Intégration de l'Égypte dans l'Empire britannique
Au début de XIXe siècle, la Grande-Bretagne intervient aux côtés de l'Empire ottomans dont l'Égypte faisait alors partie, contre Napoléon Bonaparte lors de la Campagne d'Égypte, remportée par les troupes anglo-ottomanes. À la suite de cette intervention britannique décisive, l'Égypte entre progressivement dans la sphère d'influence économique puis militaire de la Grande-Bretagne, tout en faisant toujours partie de l'Empire ottoman. 
En 1805, Méhémet Ali s’installe au pouvoir avec l’aval des Ottomans, réforme en profondeur le pays et le dote d’une large autonomie. L'Égypte entra en guerre contre l'Empire ottoman en 1831 et remporta une victoire décisive à la bataille de Konya. En 1840, une nouvelle intervention militaire britannique en faveur de l'Empire ottoman contraint néanmoins Méhémet Ali à rétrocéder une partie des territoires conquis, réduire son armée et démanteler sa marine.
Sur le plan économique, l’Égypte entame sous le règne de Méhémet Ali un vaste effort d’industrialisation et de modernisation, créant notamment des manufactures d’État, sans recourir à l'endettement extérieur. Mais cette situation change pendant la seconde moitié du XIXe siècle, au cours de laquelle l'Égypte adopte le libre-échange sous la pression du Royaume-Uni, démantèle des monopoles publics et commence à recourir aux emprunts extérieurs. Dans ce contexte de compétitivité égyptienne défavorable face aux puissances industrielles européennes, l’Égypte abandonne peu à peu ses infrastructures aux entrepreneurs et banquiers occidentaux qui y placent leurs capitaux.
Entre 1859 et 1869, le canal de Suez est creusé entre la Méditerranée et la mer Rouge pour permettre aux navires d'aller d'Europe en Asie sans devoir contourner l'Afrique par le cap de Bonne-Espérance et sans rupture de charge par voie terrestre. En 1875, le Royaume-Uni rachète à l'Égypte ses parts dans la Compagnie de Suez, contrainte par sa dette extérieure de 68,5 millions de livres sterling (contre seulement 3 millions en 1863) à les vendre à bas prix. 

En 1882, alors que l'Égypte est sous domination économique et financière des puissances européennes, la Grande-Bretagne conquiert militairement le pays le 14 juillet 1882, en réaction à une révolte lancée par le chef nationaliste Ahmed Ourabi, battu le 13 septembre à Tell El-Kébir. Officieusement, un accord tacite est établi entre Paris et Londres, qui se partagent l'Égypte et la Tunisie dans leurs zones d'influences respectives. La Tunisie est une contrepartie concédée par Londres à la France qui avait aussi d'importants intérêts financiers en Égypte.

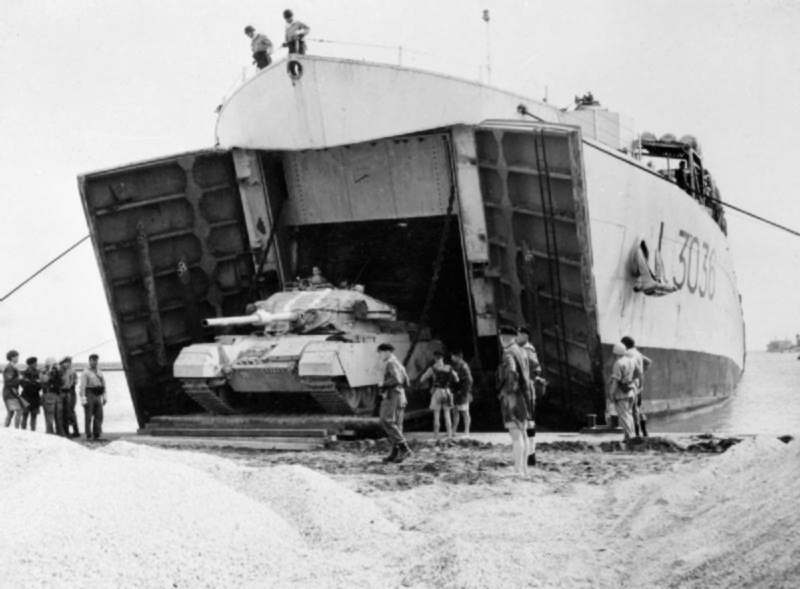
Débarquement de troupes britanniques en Égypte en 1956 pendant la crise du canal de Suez

Au début du XXe siècle, la Grande-Bretagne établit officiellement un protectorat sur l’Égypte à la suite de l’entrée en guerre de l'Empire ottoman aux côtés de l'Allemagne lors de la Première Guerre mondiale. 
Après plusieurs révoltes nationalistes, la Grande-Bretagne concède l’indépendance à l’Égypte le 21 février 1922, mais celle-ci reste de facto contrôlée par Londres.
En 1936, le traité anglo-égyptien prévoit le retrait des troupes britanniques, à l’exception du canal de Suez et du port d’Alexandrie, ainsi qu'une assistance militaire britannique dont l'armée égyptienne bénéficie lors de l'invasion italienne de l'Égypte en 1940. Les Britanniques évacuent finalement Le Caire et Alexandrie le 16 mai 1946, tandis que le traité anglo-égyptien est unilatéralement abrogé par le premier ministre égyptien en 1951. 
La nationalisation du canal de Suez met définitivement fin à la tutelle britannique sur l'Égypte. La France et la Grande-Bretagne sont contraintes de retirer leurs troupes déployées dans le cadre de l'opération Mousquetaire, à la suite des pressions exercées par les États-Unis et l'Union soviétique.

##### Relations contemporaines avec la Grande-Bretagne
Les relations entre les deux États se sont largement apaisées et améliorées depuis la fin de la guerre froide. Des échanges commerciaux, mais aussi d'aides économiques et matérielles rythment leurs relations bilatérales,.
En octobre 2021, le prince Charles de Galles et son épouse Camilla Shand annoncent se rendre mi-novembre en visite officielle en Égypte.

#### Relations avec la Russie

##### Relations avec l'Union soviétique
Après la seconde guerre mondiale, l'Union soviétique apparaît naturellement comme un allié fiable pour l'Égypte, se faisant défenseur des pays anciennement colonisés, dont beaucoup dans le monde arabe adoptent des systèmes politiques socialistes.
Les Occidentaux, notamment les États-Unis, conditionnaient leur fourniture d’armements à l’adhésion à une alliance militaire pro-occidentale, ce qui était inacceptable pour les Égyptiens qui venaient de se libérer de la domination britannique. En 1955, tandis que la Grande-Bretagne instaure le pacte de Bagdad, une alliance militaire incluant d'anciennes colonies britanniques du Moyen-Orient (Irak et Iran), l'Égypte se tourne vers l'Union soviétique en signant un traité de coopération militaire avec la Tchécoslovaquie sous influence russe. Par ce traité, l’Égypte obtient de l’armement lourd moderne : avions de combat, chars, véhicules blindés, artillerie, navires de guerre et sous-marins.

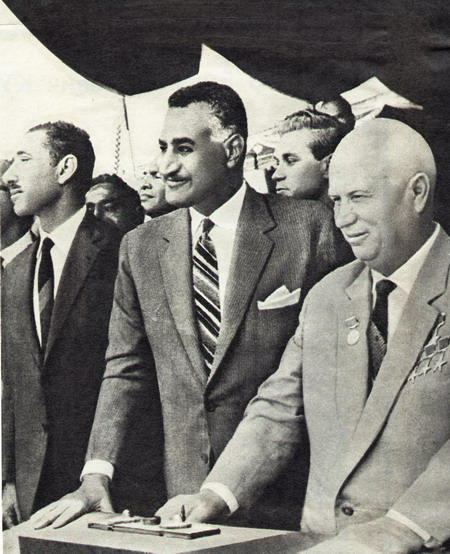
Gamal Abdel Nasser et Nikita Khrouchtchev. pendant la cérémonie d'inauguration du barrage Assouan sur le Nil

En août 1956, l'URSS reconnait la nationalisation du canal de Suez comme légitime, puis propose un appui militaire (notamment nucléaire) à l'Égypte si la France et la Grande-Bretagne ne retirent pas leurs troupes. Les pressions exercées par l'URSS et les États-Unis contraignent la France et la Grande-Bretagne à retirer leurs troupes alors que l'opération "Mousquetaire" avait atteint ses objectifs.
À la suite de la crise de Suez, l'Égypte s'associe à l'Union soviétique pour construire le barrage d'Assouan sur le Nil (qui entre en service en juillet 1970) et la Compagnie de fer et d’acier d’Helwan. Cette usine, fondée en 1958, étroitement liée au projet politique et économique de Nasser, qui vise l’indépendance et la capacité de reposer sur l’industrie locale, notamment pour des produits aussi essentiels que le fer et l’acier.
Mais malgré une bonne coopération économique et commerciale, Nasser se méfie de l'Union soviétique qu'il accuse, tout comme les anciennes puissances coloniales, d'ingérence et d'ambitions expansionnistes dans le monde arabe à travers son influence sur les partis communistes dans les différents pays de la région, souvent puissants. Nasser rappelle régulièrement à Nikita Khrouchtchev que son pays, non-aligné considère son indépendance comme une priorité, et garde la porte ouverte aux deux blocs ennemis dans la guerre froide. Khrouchtchev, pour sa part, reproche à Nasser ses ambitions « hégémoniques » sur le Moyen-Orient qu'il perçoit sans son discours panarabique, qu'il compare à une nouvelle forme de colonisation. Les deux chefs d'État échangent tout au long des années 1958 à 1960, des communiqués à la fois cordiales et fermes, caractérisés par plusieurs épisodes de tensions, mais entretenant un dialogue ininterrompu.
Le 23 mai 1967, le gouvernement soviétique déclare que Moscou sera aux côtés des pays arabes s’ils sont attaqués par Israël. Néanmoins, l'Union soviétique n'envisage pas un conflit à court terme au moment de cette déclaration, et cherche à élaborer une solution pacifique aux tensions croissantes entre l'Égypte et Israël pour le contrôle du détroit de Titan. Lorsque la Guerre des Six Jours éclate, l'URSS, prise de court, ne peut agir que par la voie diplomatique, et appelle Israël à « cesser immédiatement et inconditionnellement les hostilités, et à replacer ses troupes derrière la ligne de cessez-le-feu ». Le 6 juin, l'URSS soutient une résolution du conseil de sécurité de l'ONU appelant à la fin des hostilités. Cependant, l'offensive israélienne en Égypte, Syrie et Jordanie se poursuit jusqu'au 10 juin, alors que l'URSS demande au conseil de sécurité des mesures urgentes pour mettre fin au conflit. Le même jour, l’URSS rompt ses relations diplomatiques avec Israël.
Après la fin de la guerre, Moscou expédie de grandes quantités d’armes et de matériels militaires en Égypte, ainsi qu'une aide économique exceptionnelle. Le 22 janvier 1970, Nasser se rend secrètement à Moscou et demande à l’URSS de lui envoyer des forces de défense aérienne et des avions militaires. En réponse, Moscou réalise « l’opération Caucase » qui consiste en l’envoi en Égypte en février 1970 de 18 batteries de missiles SA 3, de 70 chasseurs MIG 21 MF et de 10 MIG 21 R, dédiés aux missions de reconnaissance aériennes. Ces avions étaient pilotés par des pilotes soviétiques, mais étaient formellement la propriété du gouvernement égyptien. Plus de vingt mille conseillers militaires soviétiques sont envoyés en Égypte dont une partie en position de combat, en particulier dans l’aviation et dans la défense antiaérienne. 
En avril 1970, Nasser déclare:

« Grâce à l’aide soviétique, nous sommes parvenus à restaurer la capacité de défense de la République arabe unie et nous sommes maintenant en position de répondre aux attaques d’Israël par des opérations de grande envergure. »

Le 27 mai 1971, Anouar el-Sadate, au pouvoir depuis la mort de Nasser un an auparavant, signe avec le dirigeant soviétique Nikolaï Podgorny un traité d’amitié et de coopération soviéto-égyptien. L'objectif de ce traité est de développer et renforcer les rapports d’amitié et de coopération entre les deux États dans les domaines politique, économique, scientifique, technique, culturel et militaire. Néanmoins, en juillet 1972, Sadate décide de renvoyer vingt mille conseillers militaires soviétiques. n’ayant pu obtenir l’armement promis par l’URSS, en vertu d’un traité signé entre les deux pays un an plus tôt.Car Moscou, malgré son aide militaire massive à l'Égypte, ne veut pas d’une nouvelle guerre arabe avec Israël considérée comme perdue d’avance. En revanche, la présence soviétique donne au Caire un motif de marchandage avec les États-Unis, principaux soutiens d'Israël : intercéder en faveur de l'Égypte auprès de Tel-Aviv, en échange d'un rapprochement du Caire de Washington.
Lors de la guerre du Kippour en 1973, l'Union soviétique appuie l'armée égyptienne après que Sadate ait menacé de se tourner vers les États-Unis s'il ne recevait pas d'armes de haute technologie pour rivaliser avec l'armée israélienne équipée par les Américains. Lors de ce conflit, les systèmes de défense antiaérienne déployés avec l’aide soviétique empêchent Israël d’acquérir la maîtrise de l’espace aérien comme en 1967. Grâce aux efforts de l’URSS, le Conseil de sécurité de l’ONU adopte le 23 octobre une résolution demandant la cessation immédiate des hostilités, tandis que l’URSS prit la décision de mettre en alerte sept divisions aéroportées, indiquant que Moscou ne permettrait pas la défaite de l’Égypte. En réaction, les Israéliens arrêtent leurs opérations militaires et acceptèrent le cessez-le-feu demandé par l'ONU. Mais ce sont bien les États-Unis, par l'action de leur secrétaire d'État Henry Kissinger, qui poussent les Israéliens à la table des négociations pour rétrocéder à l'Égypte le Sinaï. 
Le traité d'amitié entre l'Égypte et l'Union soviétique est finalement rompu en 1976, dans un contexte de détente entre l'Égypte et Israël, qui signent un paix israélo-égyptien à Washington le 26 mars 1979. Les relations entre l'Égypte et l'Union soviétique sont gelées la même année, tandis que l'Égypte bascule pleinement dans le camp américain.

##### Relations avec la Russie contemporaine
L'Égypte et l'URSS se rapprochent de nouveau après l'élection d'Hosni Moubarak en 1981, qui annule dès son arrivée au pouvoir les sanctions prises par son prédécesseur contre la Russie. En dépit de ce rapprochement, aucun chef d'État russe ne visite l'Égypte de 1981 à 2005, année de la visite au Caire du président russe Vladimir Poutine, au pouvoir depuis 2000, alors qu'à cette date, Hosni Moubarak s'était rendu cinq fois en Russie depuis le début de son mandat. Lors de cette visite, les entretiens entre les deux chefs d’État portent notamment sur le soutien de l’Égypte à l’entrée de la Russie dans l’Organisation mondiale du commerce (effective depuis 2012) et des ventes d’armes russes à l’Égypte.
En 2008, les échanges commerciaux entre la Russie et l'Égypte sont de 4,1 milliards de dollars, selon les chiffres russes, tandis que le nombre de touristes russes en Égypte devance tous les autres pays d'Europe avec 1,8 million de visiteurs (trois fois plus qu'en 2004),.
En 2014, l'accession au pouvoir d'Abdel Fattah al-Sissi amorce un nouveau rapprochement entre les deux États, tous deux isolés sur la scène internationale, l'Égypte à cause de la répression exercée contre l'opposition, la Russie depuis rattachement de la péninsule ukrainienne de Crimée, qualifié d'annexion par les Occidentaux,. Abdel Fattah al-Sissi se rend en Russie à deux reprises en février (en tant que Ministre de la Défense) puis en août 2014 (en tant que Président), signant plusieurs contrats d'armements avec la Russie pour un montant de plus de 3 milliards de dollars. 
Les deux chefs d'État se rencontrent de nouveau lors de la visite de Vladimir Poutine au Caire en février 2015, visant à renforcer les liens commerciaux et économiques et améliorer la coopération sécuritaire entre les deux pays.  

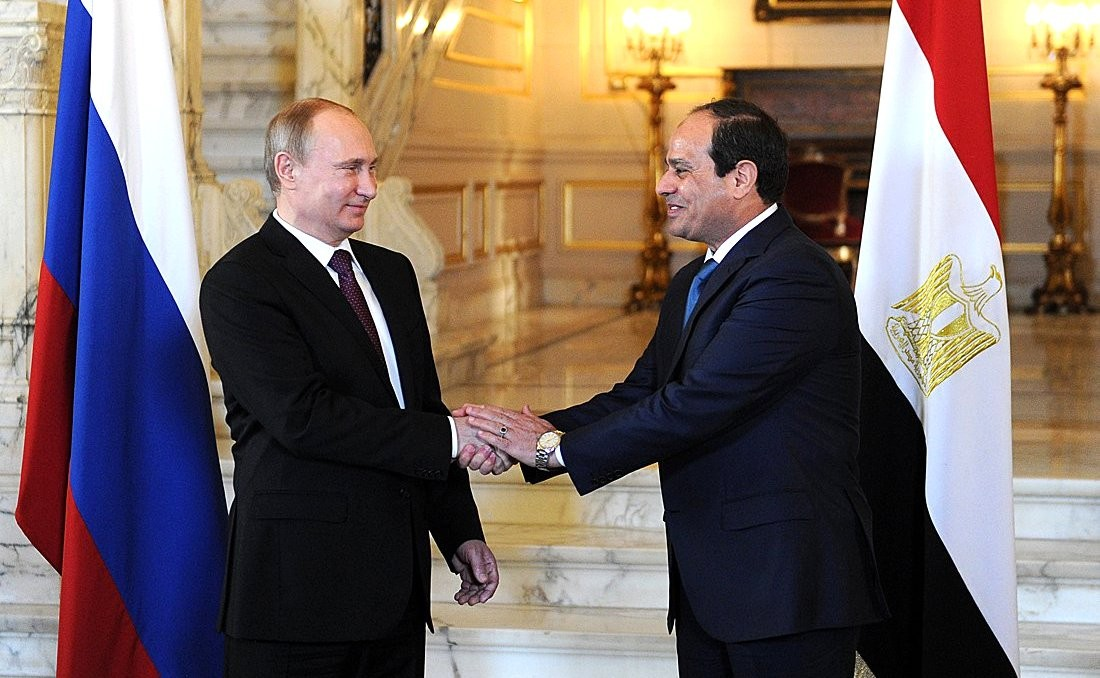
Les présidents Vladimir Poutine et Abdel Fattah al-Sissi au Caire en février 2015

Entre octobre 2015 et mars 2018, les vols entre les deux pays ont été suspendus après le crash en octobre du vol russe 9268 de la compagnie Metrojet dans la péninsule du Sinaï,. Cette interruption des vols porta un coup dur au tourisme en Égypte, une destination très prisée des Russes. 
Le 11 décembre 2017, les présidents Vladimir Poutine et Abdel Fattah al-Sissi signent un accord pour la construction d’une centrale nucléaire en Égypte, dont la construction estimée à 25 milliards de dollars est censée avoir lieu à Dabaa, à l’ouest d’Alexandrie.
Signe fort du rapprochement entre la Russie et l'Égypte sous la présidence d'Abdel Fattah al-Sissi, le chef d'État égyptien préside aux côtés de la Vladimir Poutine le premier Sommet Russie-Afrique organisé à Sotchi en octobre 2019. L'année suivante, l'Égypte achète à la Russie 24 avions de combat Su-35.
En février 2021, l'Égypte et la Russie concrétisent une coopération sanitaire importante pour lutter contre la pandémie de Covid-19, lorsque l'Autorité égyptienne des médicaments a annonce avoir homologué le vaccin russe Spoutnik V pour vacciner sa population (après avoir autorisé les vaccins chinois Sinopharm et le britannique AstraZeneca). L'Égypte importe 50 % de son blé de Russie.
En juillet 2023, Abdel Fattah al-Sissi se rend à Saint-Pétersbourg où il représente l'Égypte au sommet Russie-Afrique, alors que peu de chefs d'État africains font le déplacement craignant d'être accusé de sympathie envers le gouvernement russe un an et demi après le début de l'invasion russe de l'Ukraine. Le président égyptien appelle Moscou et Kiev à s’entendre d’urgence pour relancer l’accord d’exportation de céréales par les ports ukrainiens de la mer Noire, alors que l'Égypte est très dépendante de ses importations alimentaires pour nourrir sa population.

#### Relations avec l'Ukraine
Depuis l'indépendance de l'Ukraine en 1991, le Caire a toujours entretenu d’excellentes relations avec Kiev, faisant abstraction des changements politiques entraînés par l'alternance de pouvoirs ukrainiens, successivement pro-russes ou pro-occidentaux. En 2021, l’Égypte importe 30 % de ses besoins en blé de l’Ukraine.
En février 2022, lors de l’invasion russe de l'Ukraine, l'Égypte adopte une position neutre entre ses deux grands partenaires commerciaux, mais appelle à arrêter toute opération militaire et à passer par les voies diplomatiques pour résoudre la crise.

#### Relations avec l'Arménie
L'Arménie et l'Égypte entretiennent des relations cordiales, l'Égypte étant un des premiers pays à reconnaitre l'indépendance de l'Arménie et à lier des relations diplomatiques avec Erevan.
En mars 2024, le premier ministre arménien Nikol Pachinian se rend au Caire où il rencontre le président égyptien Abdel Fattah al-Sissi, qui le remercie pour sa visite et déclare espérer qu'elle constituera une étape pour renforcer la coopération entre leurs deux pays « amis dans tous les domaines ».

## Relations avec l'Amérique et l'Asie-Pacifique

### Relations avec l'Amérique

#### Relations avec les États-Unis

##### Position équilibrée pendant la guerre froide
En 1956, à l'instar de l'Union soviétique, les États-Unis ont soutenu le gouvernement égyptien lors de la Crise du canal de Suez, aboutissant l'évacuation des troupes françaises et britanniques du territoire égyptien. Les années suivantes, le soutien de plus en plus appuyé des États-Unis à Israël pousse l'Égypte à se rapprocher de l'Union soviétique, bien qu'étant officiellement un état non-aligné gardant des relations diplomatiques actives entre les deux puissances mondiales.

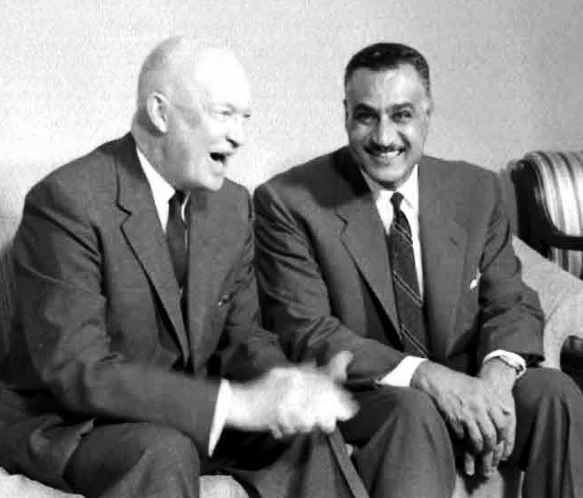
Les présidents américain et égyptien Dwight D. Eisenhower et Nasser en 1960

Leurs relations bilatérales sont tendues entre le fin des années 1950 et les années 1970, car Nasser en veut aux États-Unis pour son soutien à Israël, et pour leurs interventions militaires au Liban en 1958, et à Cuba en avril 1961 (repoussée par les forces loyales à Fidel Castro), qu'il compare à la colonisation. Pourtant, à la même période, l’implication de Nasser de le règlement des crises au Koweït en 1958 (provoqué par une menace d'annexion irakienne) et au Congo entre 1960 et 1965 inspire de l'estime pour lui aux présidents américains Dwight D. Eisenhower (1953-1961) et John Fitzgerald Kennedy. En outre, ils lui sont reconnaissants pour sa fermeté envers l'Union soviétique qu'il soupçonne d'ingérence au Moyen-Orient au travers des partis communistes arabes, et Kennedy commence à considérer l'Égypte comme une alliée potentielle dans sa lutte contre l'expansion du communisme. 
En 1963, Lyndon B. Johnson vice président de Kennedy, lui succède en tant que président des États-Unis à la suite de son assassinat le 22 novembre. Nasser poursuit avec son nouvel homologue une relation ambivalente, caractérisée par un dialogue continue et une coopération pour la paix au Moyen-Orient, tandis que dans le même temps, le soutien américain à Israël et à l'Arabie saoudite combattant contre l'Égypte au Yémen du Nord, place les deux États dans des positions antagonistes. Les États-Unis, qui souhaitent voir baisser les tensions font pression sur leur allié saoudien pour accepter des pourparlers en vue de mettre fin à la guerre du Yémen et menacent Israël de sanctions à la suite de multiples incursions israéliennes dans les territoires syriens et jordaniens, provoquant plusieurs accrochages.
Le 5 juin 1967, au début de la guerre des Six Jours, Nasser rompt les relations diplomatiques entre l'Égypte et les États-Unis qu'il soupçonne de soutenir l'offensive israélienne dans le but de le renverser, alors que le gouvernement américain est aussi surpris que lui par la situation. Signe d'absence de concertation israélo-américaine, le 8 juin, l'aviation et la marine de Tsahal, par erreur, prennent pour cible le navire américain USS Liberty dans les eaux internationales au large du Sinaï, faisant des dizaines de morts et de blessés américains. Nasser, qui admet dès lors que les États-Unis ne sont pas impliqués dans l'offensive israélienne, leur reproche leur indulgence à la suite de cet incident marquant la brutalité de l'offensive israélienne. Il déclare : 

« Que se serait-il passé si les vedettes-torpilleurs égyptiens avaient attaqué l'USS Liberty ? Ce qu'on fait les Américains après l'attaque de leur navire par les Israéliens ? Ils se sont rassemblés, ont décidé de taire l'affaire et puis ils sont partis pour Malte afin de faire réparer le navire. »

En octobre 1973, le président égyptien Anouar el-Saddate, successeur de Nasser mort en 1970, attaque avec le soutien de l'Union soviétique Israël par surprise lors de la guerre du Kippour, mais celle-ci repousse l'offensive arabe grâce à un soutien matériel important des États-Unis. Les chefs d'État américain Richard Nixon et soviétique Léonid Brejnev, souhaitent tous deux une fin rapide à ce conflit, et s'entendent pour chacun imposer la paix aux belligérants qui leur sont favorables. Engagés dans la guerre du Viêt-Nam et craignant une escalade militaire les soviétique depuis la crise des missiles de Cuba en 1962, les États-Unis modèrent leur soutien à Israël pour se positionner en médiateur, poussant l'État hébreu à la négociation. Sous pression américaine, Israël signe le 18 janvier 1974 un accord de retrait de la partie ouest du canal de Suez et retire ses troupes le 5 mars. Toutefois, en représailles au soutien américain à l'État hébreu pendant cette guerre, plusieurs pays arabes décrètent un embargo sur le pétrole à destination des pays occidentaux, ce qui conduisit au choc pétrolier de 1973.  

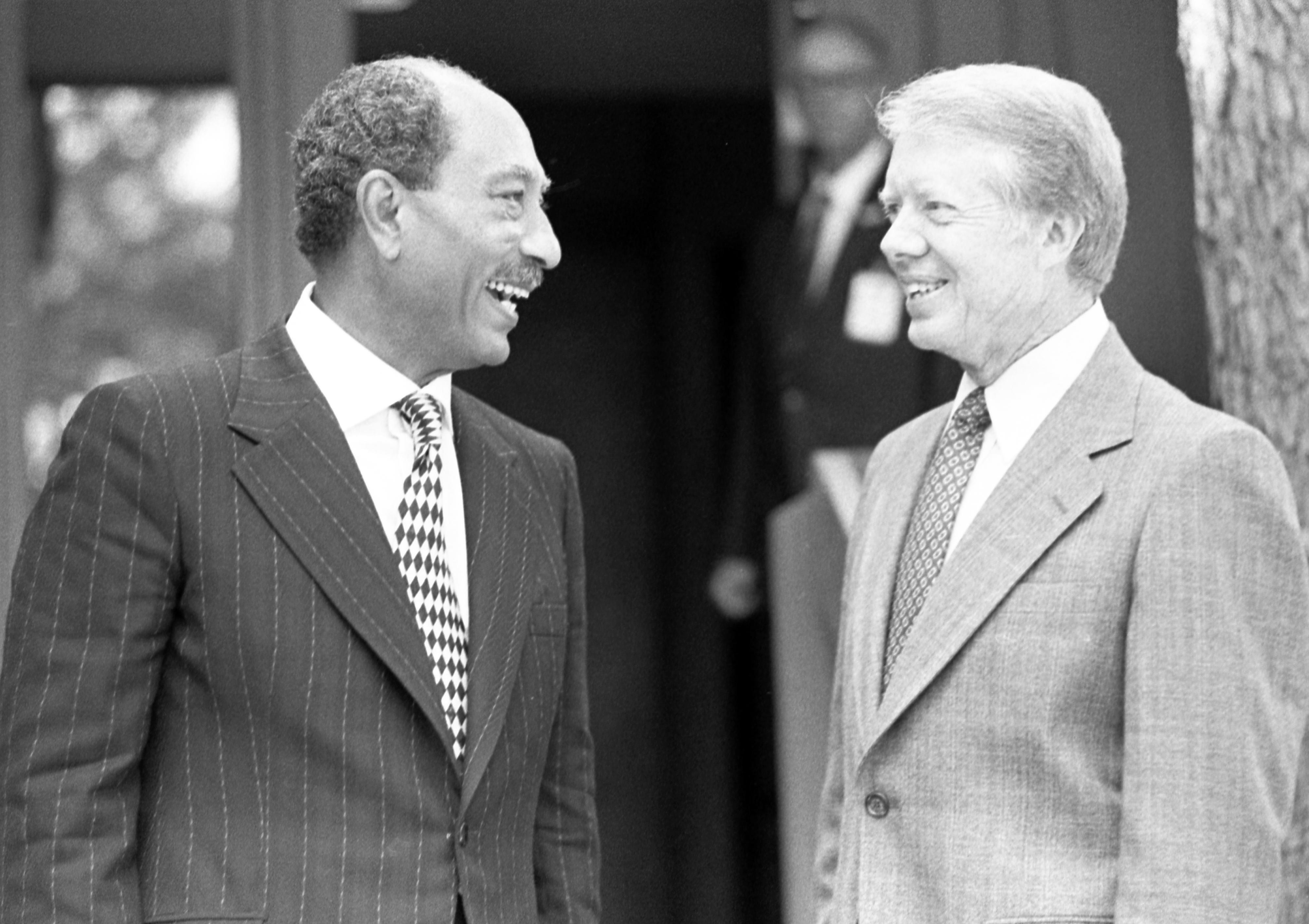
Les président égyptien et américains Anouar el-Sadate et Jimmy Carter à Washington en 1978

En 1976, Saddate rompt le traité d'amitié liant l'Égypte et l'Union soviétique pour se rapprocher des États-Unis et en 1979, celui signe des accords de paix avec Israël à Washington en 1979. Ce rapprochement entre les Le Caire et Washington s'accélère sous la présidence de Ronald Reagan aux États-Unis (1981-1989), l'Égypte est le premier pays d'Afrique récipiendaire de l'aide financière américaine.

##### Relations contemporains avec les États-Unis
En 1991, l'Égypte participe à la coalition militaire internationale constituée par les États-Unis contre l'Irak pendant la Guerre du Golfe.
Le 4 juin 2009, le président américain Barack Obama se rend en Égypte et prononce à l'université du Caire un discours intitulé « Un nouveau départ » (« A New Beginning »), ou il déplore notamment la "guerre froide qui s'est trop souvent déroulée par acteurs interposés, dans des pays à majorité musulmane et au mépris de leurs propres aspirations".

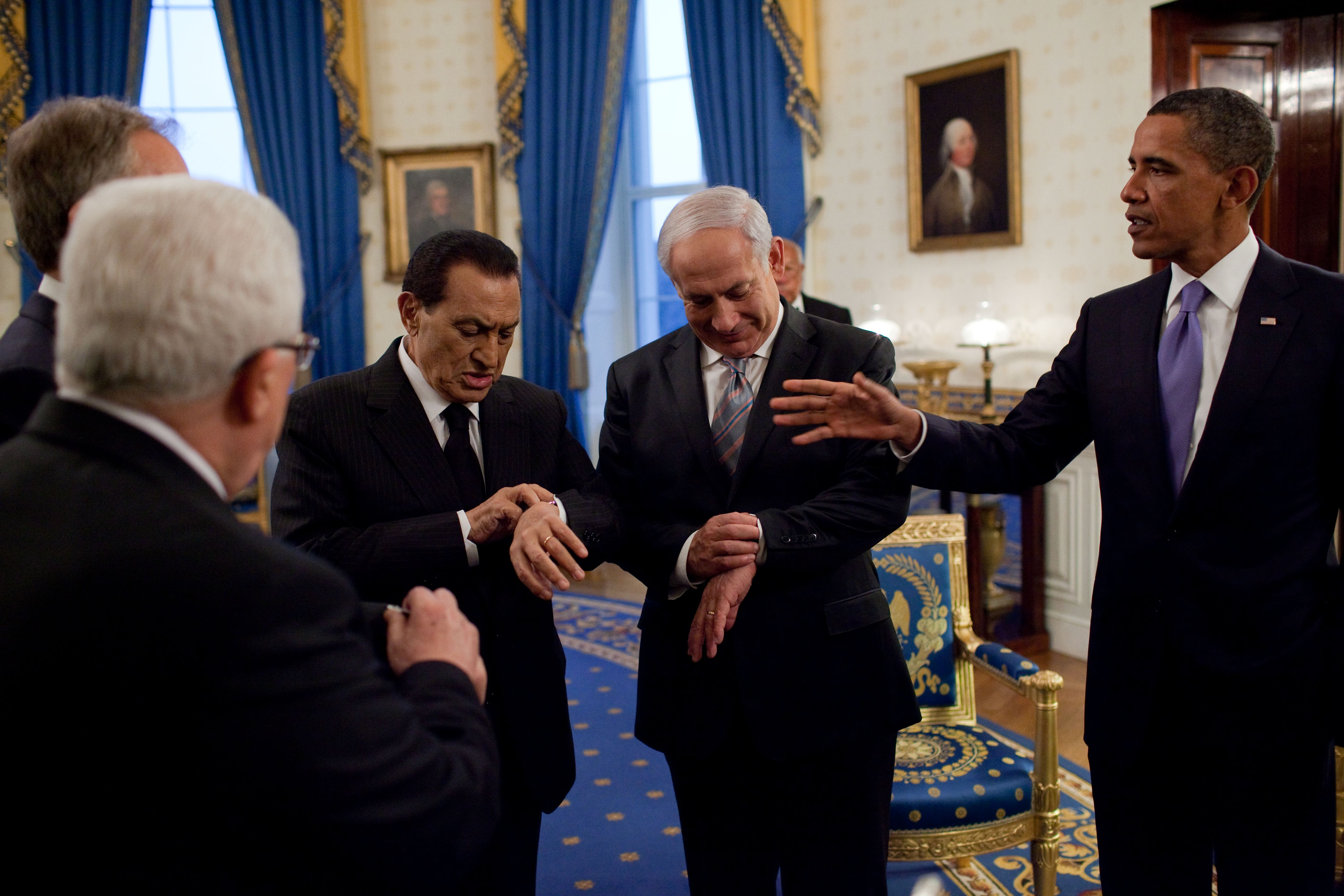
Les chefs d'État égyptien, israélien et américains Hosni Moubarak, Benyamin Netanyahou et Barack Obama en 2010

Début 2011, pendant la révolution égyptienne, le sous-secrétaire d'État aux Affaires politiques, William Burns, déclare que les États-Unis souhaitent rester un "solide allié de l'Égypte et des Égyptiens", en se tenant à leur côté dans cette phase de "transition vers la démocratie". Quelques mois plus tard, le président Barack Obama promet d'effacer un milliard de dollars de la dette égyptienne et de lui fournir un autre milliard de dollars d'aide.
En juin 2012, la secrétaire d'État américaine Hillary Clinton félicite Mohamed Morsi pour son élection, tout en appelant à le "poursuite de la voie vers la transition démocratique" en Égypte. 
Les relations entre les deux États se détériorent brièvement à la suite du coup d'État du 3 juillet 2013 qui amène l'année suivante Abdel Fattah al-Sissi à la présidence en Égypte. L'aide militaire américaine à l'Égypte est en partie suspendue en 2013 par le président Barack Obama, en réaction à la répression exercée contre les partisans de l'ex-président Mohamed Morsi.
En juin 2014, à la suite de l'élection du président égyptien Abdel Fattah al-Sissi, les États-Unis se déclarent prêt à travailler avec le nouveau gouvernement, tout en reconnaissant l'élection présidentielle conforme à la loi égyptienne.
L'aide militaire octroyée par les États-Unis à l'Égypte est rétablie en mars 2015 avec une enveloppe de 1,3 milliard de dollars par an.
En 2017, les États-Unis décident à nouveau de geler une aide de 96 millions de dollars à l'Égypte et retarder l'octroi de 195 millions de dollars d'aide militaire, en raison de préoccupations liées au dossier des droits de l'Homme. L'aide est finalement débloquée par Donald Trump en juillet 2018. 

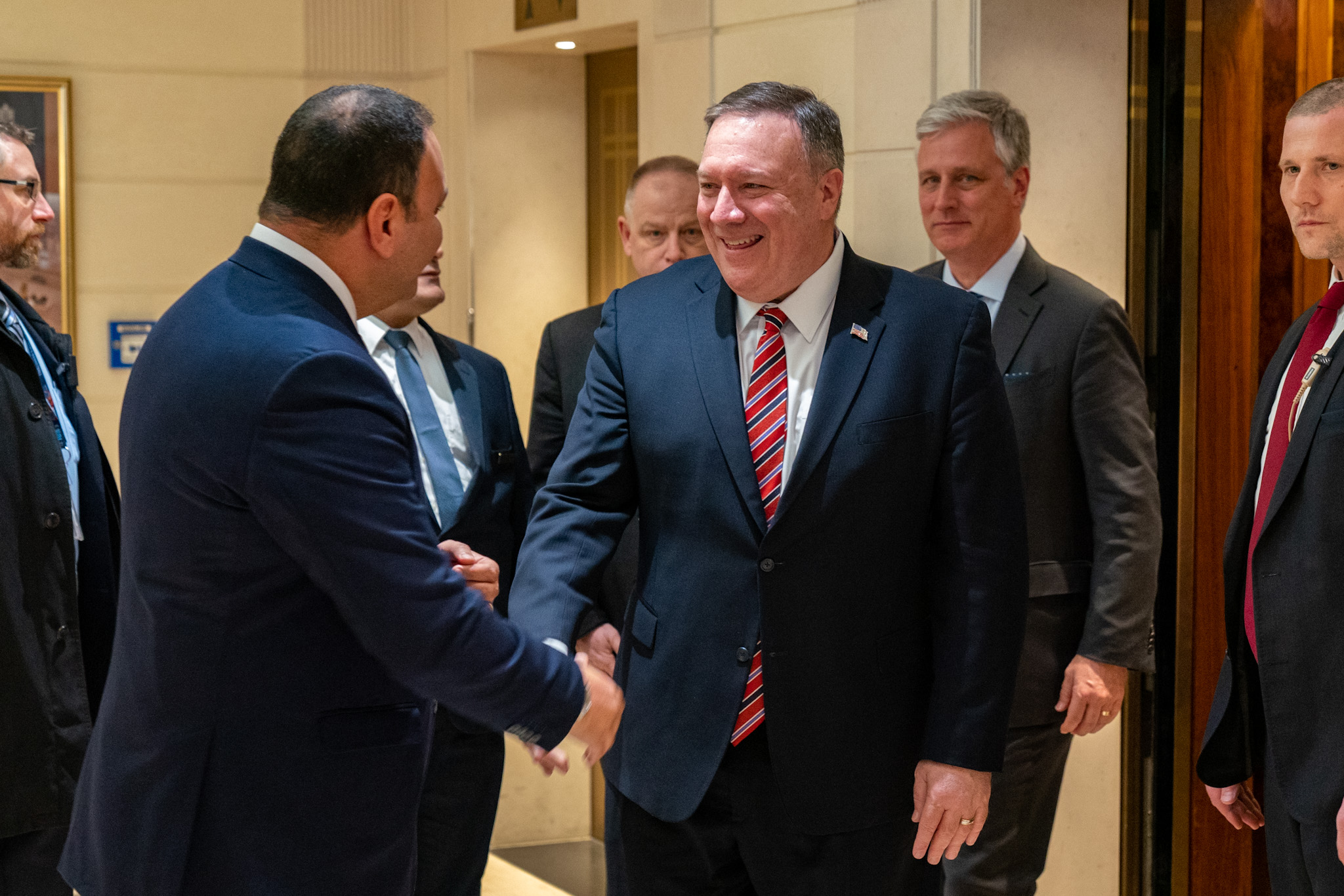
Rencontre entre le président égyptien et le Secrétaire d'État américain Mike Pompeo en 2019

Deux ans plus tard, Mike Pompeo, Secrétaire d'État américain se rend dans la « nouvelle capitale » en construction à 45 km du Caire, visite la cathédrale de la Nativité et la mosquée Al-Fattah al-Alim, en louant la liberté de religion. Il y rencontre Abdel Fattah al-Sissi, et prononce un discours à l'Université américaine du Caire, sur la stratégie cohérente pour le Moyen-Orient.
En 40 ans depuis le rapprochement entre l'Égypte et les États-Unis initié par Saddate, le Caire a bénéficié d'une aide militaire américaine de 40 milliards de dollars et d'une aide économique de 30 milliards, selon le département d'État. L'Égypte est le deuxième pays étranger bénéficiaire de l'aide américaine après Israël. En août 2023 toutefois, onze sénateurs américains, principalement démocrates, demandent au président américain Joe Biden de geler 320 millions de dollars d'aide militaire à l'Égypte pour « envoyer un message contre les atteintes aux droits humains par le pouvoir du président Abdel Fattah el-Sissi ».

#### Relations avec Cuba
Pendant la guerre froide, Nasser entretient de bonnes relations avec Fidel Castro, qu'il rencontre à l'Assemblée générale des Nations unies en septembre 1960. Un an plus tard, à la suite de l'échec de la tentative d’invasion américaine dans al baie des cochons, Nasser lui envoie un message de soutien disant :

« Je veux que vous sachiez, vous ainsi que tout le peuple cubain, que les amis de la liberté dans le monde ne resteront pas les bras croisés face aux crimes perpétués contre le peuple cubain sans défense. Ce à quoi le peuple cubain est exposé n'est pas seulement un crime contre ce peuple qui a voulu obtenir sa véritable liberté, mais un crime contre la paix mondiale et contre la conscience libre de l'humanité. »

En 1967, après la défaite égyptienne à la guerre des Six Jours, dont l'armée est anéantie, Fidel Castro se joint à l'Union soviétique pour envoyer à l'Égypte des armes, du matériel, ainsi des troupes en renforts, dans le contexte de la guerre d'usure dans le conflit israélo-arabe.

### Relations avec l'Asie pacifique

#### Relations avec la Chine
L'Égypte a été le premier pays arabe à reconnaître la république populaire de Chine en 1956. Les chefs d'État égyptien et chinois Nasser et Zhou Enlai (Premier ministre de Mao Zedong) se rencontre en avril 1955 lors de la conférence des non-alignés à Bandung (Indonésie), alors que Nasser cherche des soutiens au sein du bloc de l'Est contre Israël, soutenue par les États-Unis.

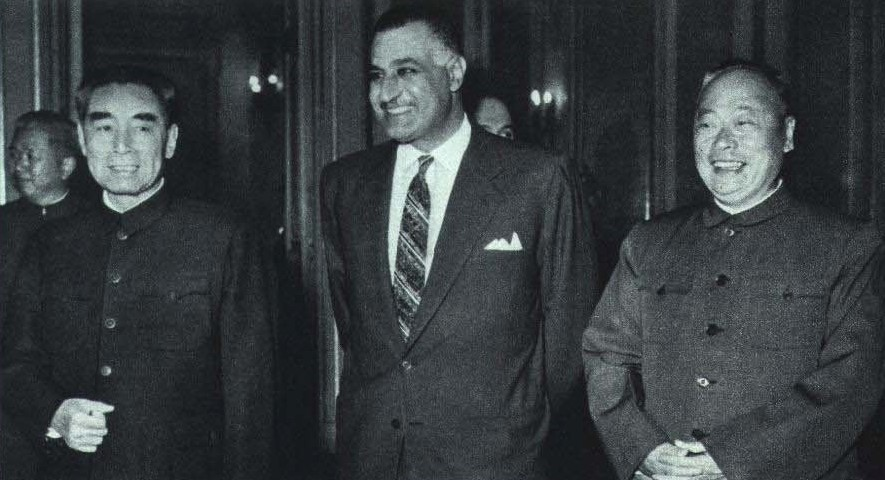
Nasser entouré par le Premier ministre de la république populaire de Chine Zhou Enlai, et le ministre chinois des Affaires étrangères Chen Yi en mars 1964

En avril 1999 que, lors d’une visite d’État à Pékin, le président Moubarak signe avec son homologue chinois Jiang Zemin, un communiqué établissant une relation de « coopération stratégique » entre les deux pays. 
En 2013, le président égyptien Mohamed Morsi réserve à la Chine son premier déplacement international à la suite de son élection hors du monde arabe (au détriment des États-Unis) et rencontre son homologue chinois Hu Jintao.
En janvier 2016, leurs successeurs respectifs, le président égyptien Abdel Fattah al-Sissi et le président chinois Xi Jinping se rencontrent au Caire, et signent une série d'accords économiques d'une valeur de 15 milliards de dollars. La Chine annonce son intention de créer une zone industrielle et un hub commercial sur le Canal de Suez. Près d’un millier d’entreprises chinoises ont délocalisé leur production sur les rives du Nil avec pour objectif de créer un carrefour chinois de production dans le textile qui pourrait ensuite servir à alimenter l’Afrique et le bassin méditerranéen.
Avec l’Afrique du Sud, l’Égypte est le seul pays africain membre de la nouvelle Banque asiatique d'investissement pour les infrastructures initiée par Pékin, qui se veut une alternative au FMI et à la Banque mondiale. Le Caire devrait bénéficier de nouveaux prêts gagés par cette institution dont le siège est à Shanghai. En 2015, l'Égypte dépose officiellement sa candidature pour devenir membre observateur ou partenaire de dialogue de l’Organisation de coopération de Shanghaï. Cette même année, près de 200.000 touristes chinois ont visité l'Égypte en 2015.
En 2011 et 2017, le volume des échanges commerciaux entre les deux pays passe de 9 milliards  à 10,8 milliards de dollars.
En septembre 2018, les présidents des deux États se rencontre de nouveau au forum Chine-Afrique, à Pékin. Entre 2014 et 2019, le président égyptien Abdel Fattah al-Sissi s'est rendu quatre fois en Chine.
En janvier 2021, l'Égypte autorise les importations du vaccin chinois de Sinopharm contre le Covid-19.

#### Relations avec l'Inde
Les relations modernes entre l'Égypte et l'Inde remontent aux contacts entre Saad Zaghloul et le Mahatma Gandhi sur les objectifs communs de leurs mouvements d'indépendance respectifs,. En 1955, l'Égypte sous Gamal Abdel Nasser et l'Inde sous Jawaharlal Nehru sont devenues les fondatrices du Mouvement des non-alignés. Pendant la guerre crise du Canal de Suez de1956, Nehru soutient l'Égypte au point de menacer de retirer son pays du Commonwealth britannique. 

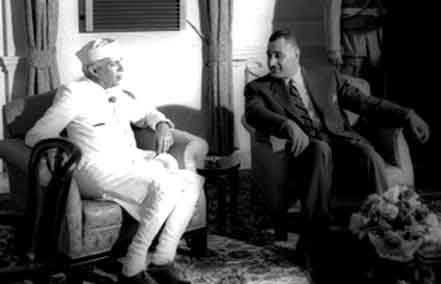
Rencontre entre Nasser et le Premier ministre indien Jawaharlal Nehru en 1960

En 1967, après la Guerre des Six Jours, l'Inde soutient également la coalition arabe. 
En 1977, New Delhi a qualifié la visite du président Anouar el-Sadate à Jérusalem de courageuse et considère le traité de paix entre l'Égypte et Israël comme une étape primordiale sur la voie d'un règlement juste du problème du Moyen-Orient. Les principales exportations égyptiennes vers l'Inde sont le coton brut, les engrais bruts et manufacturés, le pétrole et les produits pétroliers, les produits chimiques organiques et non organiques, le cuir et les produits du fer. Les principales importations en Égypte en provenance de l'Inde sont le fil de coton, le sésame, le café, les herbes, le tabac et les lentilles. Le ministère égyptien du pétrole négocie également avec une autre société indienne la création d'une usine d'engrais fonctionnant au gaz naturel. En 2004, la Gas Authority of India Limited a acheté 15 % de la société de distribution et de commercialisation de gaz naturel égyptien.
En 2008, le président égyptien Hosni Moubarak se rend en Inde et rencontre le Premier ministre Manmohan Singh.
Le président égyptien Mohamed Morsi se rend en Inde du 18 au 21 mars 2013 à la tête d'une délégation de haut niveau composée de ministres et de chefs d'entreprises, à un moment où les échanges commerciaux entre les deux parties ont connu un bond record de 30 %.
En 2022, l'Inde interdit les exportations de blé pour protéger ses réserves et réduire l'inflation, mais débloque toutefois à titre exceptionnel des cargaisons à destination de l'Égypte, premier importateur de blé au monde.
En janvier 2023, le chef d'État égyptien Abdel Fattah al-Sissi se rend en visite en Inde et rencontre son homologue indien Narendra Modi. Les deux pays s'engagent dans un partenariat stratégique visant à renforcer leurs liens diplomatiques et accroitre leurs échanges commerciaux de 7,26 milliards de dollars en 2021-2022 à 12 milliards de dollars cinq ans plus tard. Les deux hommes se sont également engagés à plus de coopération dans des domaines aussi variés que l'agro-alimentaire, la recherche spatiale ou le tourisme, tandis que Narendra Modi a invité son homologue égyptien à participer au G20 prévu en septembre en Inde. En juin de la même année, le Premier ministre indien Narendra Modi se rend à son tour en Égypte où il rencontre son homologue égyptien Moustafa al-Madbouly et le président Abdel Fattah al-Sissi. Les deux pays s'engagent à renforcer leurs relations dans les domaines des communications, des industries pharmaceutiques, de l'énergie et du tourisme.